# Världsmästerskapen i landsvägscykling

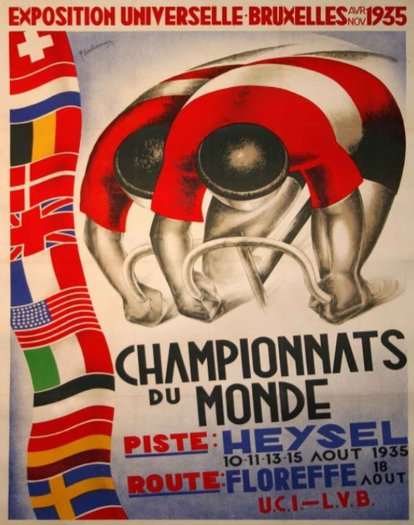
Affisch från 1935 då världsmästerskapen hölls i samband med världsutställningen i Bryssel. Landsvägsloppet hölls lite vid sidan av kring Floreffe, medan banloppen ägde rum i Heysel. Notera också att den tyska flaggan ännu inte bytts mot hakkorsflaggan (som på affischen för VM 1936).

Världsmästerskapen i landsvägscykling är ett tävlingsarrangemang som organiseras av Union Cycliste Internationale (UCI). Vinnaren i de olika klasserna får (skall - utom i etapplopp i det fall han/hon bär en av loppets ledartröjor eller då han/hon representerar nationslaget i ett mästerskap) sedan bära "regnbågströjan" under det kommande årets tävlingar i den klass denne är världsmästare. Till skillnad från årets övriga lopp för professionella cyklister, kontinentala mästerskap undantagna, tävlar man i nationslag och inte i kommersiella cykellag (bortsett från det tidigare lagtempot för professionella lag). Tävlingarna hålls mot slutet av den europeiska cykelsäsongen, vanligen efter Vuelta a España.
De första världsmästerskapen för herramatörer på landsväg hölls 1921 i Köpenhamn, Danmark och för professionella herrar 1927 i Nürburgring i Tyskland. På bana (velodrom) hade världsmästerskap arrangerats sedan 1893.
Flest segrar i herrarnas linjelopp för professionella har Alfredo Binda (1927, 1930, 1932), belgarna Rik Van Steenbergen (1949, 1956, 1957) och Eddy Merckx (1967, 1971, 1974), spanjoren Oscar Freire (1999, 2001, 2004) samt slovaken Peter Sagan (2015, 2016, 2017) alla har vunnit 3 gånger. Sagan är den ende som vunnit tre år i rad. 
Flest segrar i herrarnas tempolopp vid världsmästerskap har schweizaren Fabian Cancellara (2006, 2007, 2009, 2010) som har vunnit fyra gånger.

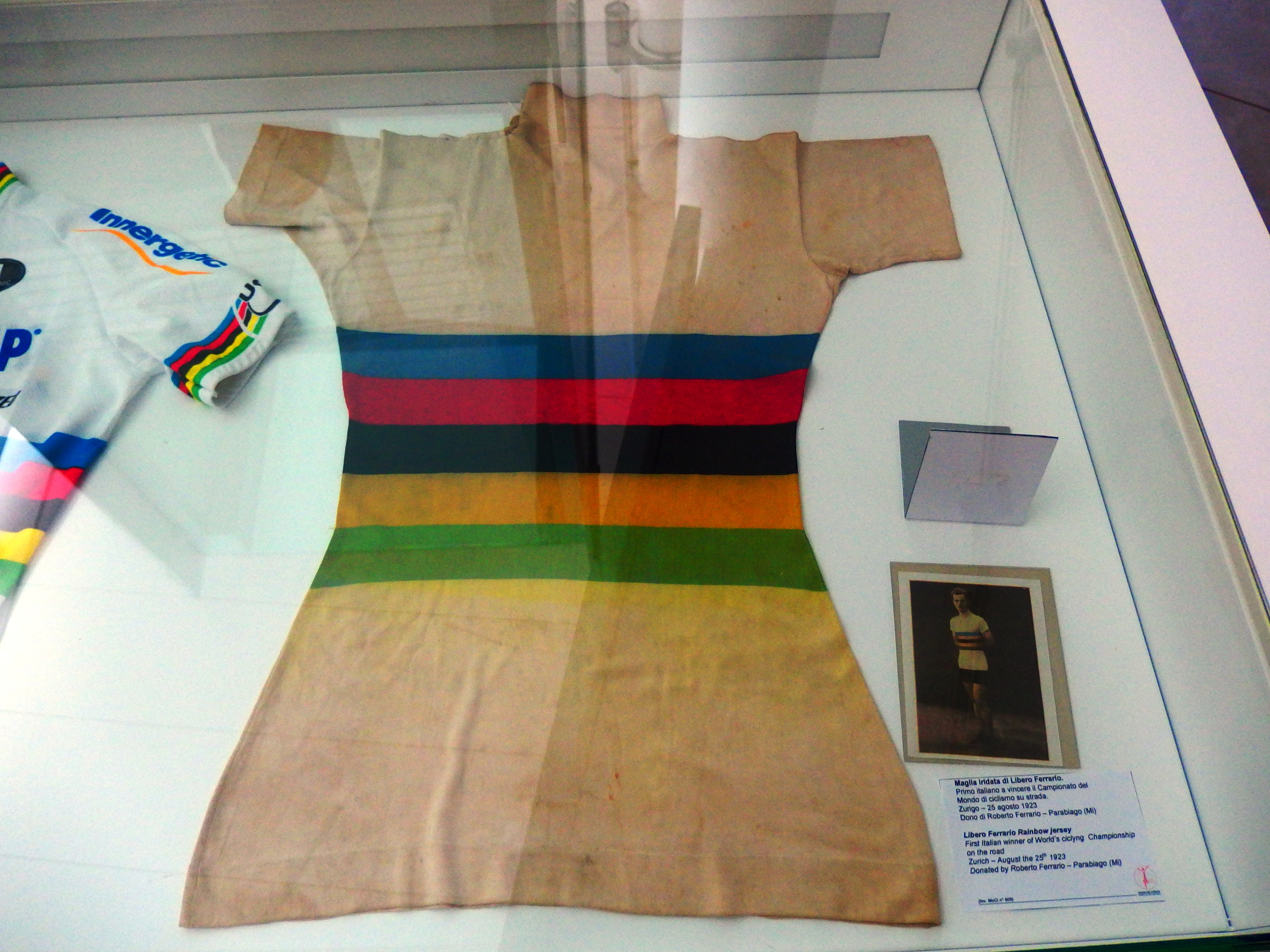
Libero Ferrarios världsmästartröja från 1923 på Museo del Ciclismo Madonna del Ghisallo.

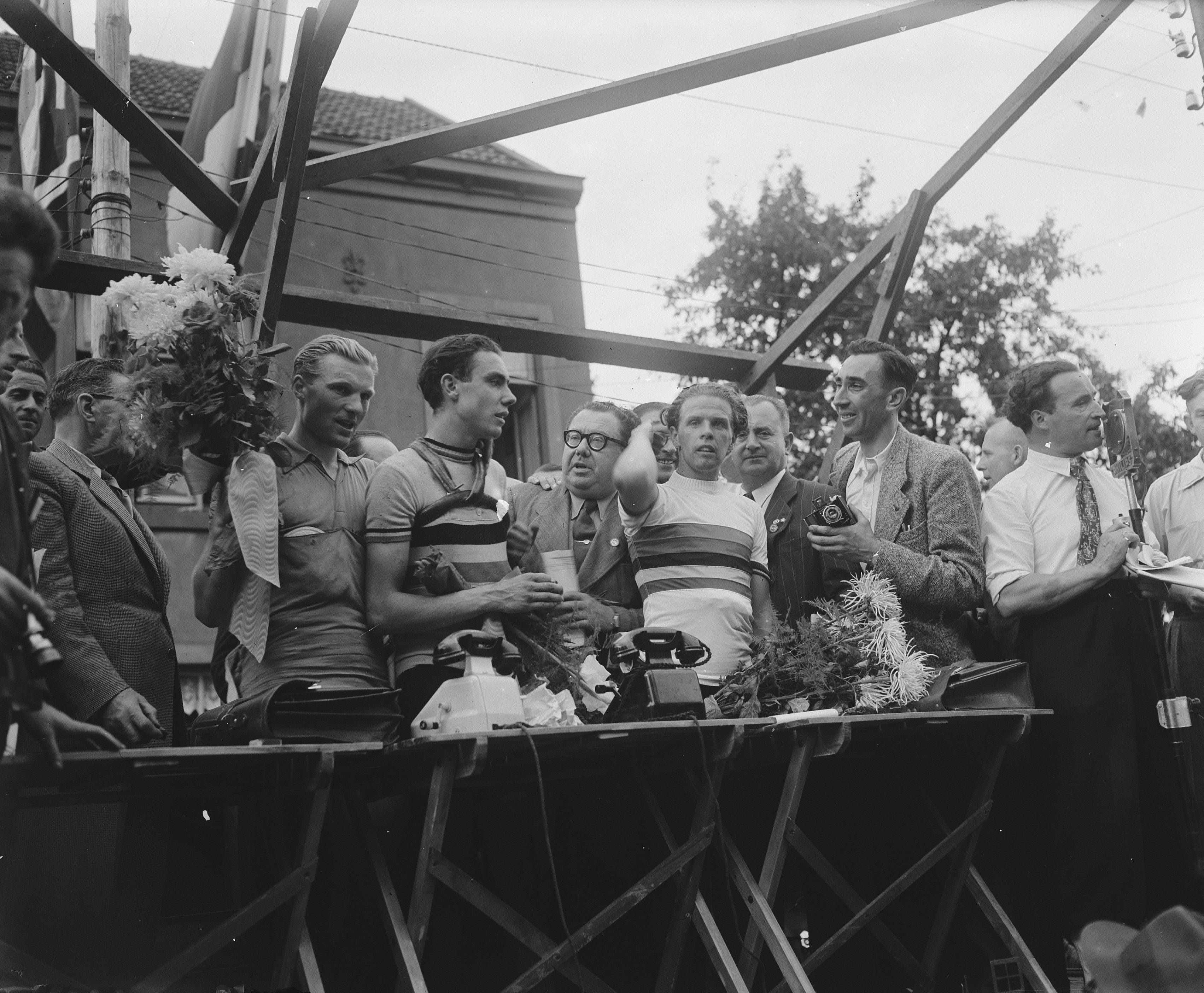
Harry Snell i den vita världmästartröjan med regnbågsränder 1948. Till vänster om honom loppets tvåa, Lievin Lerno, och till vänster om Lerno loppets trea, Olle Wänlund.

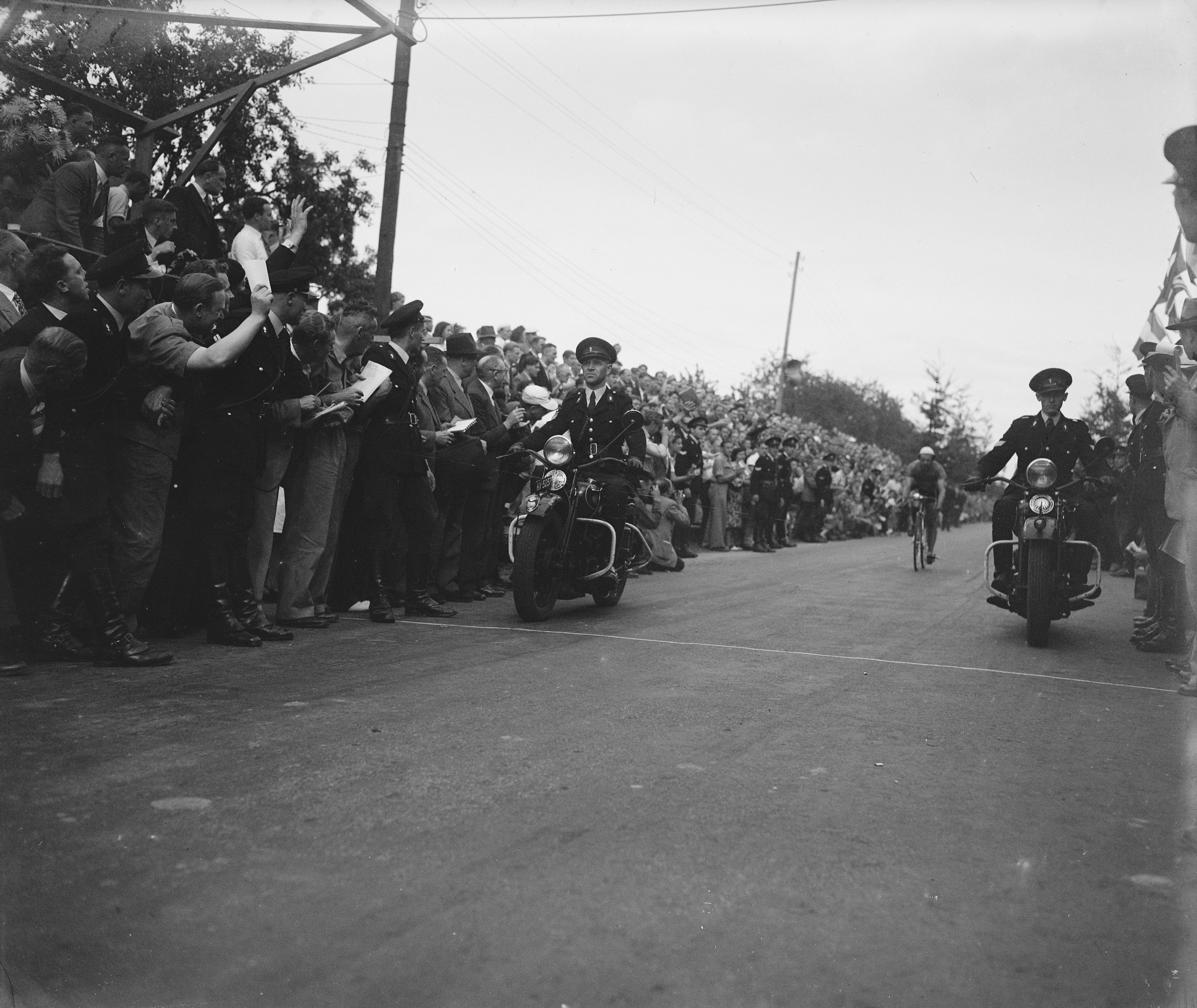
Harry Snells målgång 1948.

Det första världsmästerskapsloppet för damer arrangerades 1958.
Flest segrar i linjelopp på damsidan har fransyskan Jeannie Longo(-Ciprelli) med fem (1985, 1986, 1987, 1989, 1995) och hon har även flest segrar i tempolopp: fyra (1995, 1996, 1997, 2001).

## Lista över mästerskap[2][3]
Notera att inga tävlingar anordnades från 1939 till 1945 på grund av andra världskriget
1900-talet
1921  Köpenhamn, Danmark
1922  Liverpool, England
1923  Zürich, Schweiz
1924  Paris, Frankrike
1925  Apeldoorn, Nederländerna
1926  Milano, Italien
1927  Nürburgring, Tyskland
1928  Budapest, Ungern
1929  Zürich, Schweiz
1930  Liège, Belgien
1931  Köpenhamn, Danmark
1932  Rom, Italien
1933  Montlhéry, Frankrike
1934  Leipzig, Tyskland
1935  Floreffe, Belgien
1936  Bern, Schweiz
1937  Köpenhamn, Danmark
1938  Valkenburg, Nederländerna
1939–1945: Inställt
1946  Zürich, Schweiz
1947  Reims, Frankrike
1948  Valkenburg, Nederländerna
1949  Köpenhamn, Danmark
1950  Moorslede, Belgien
1951  Varese, Italien
1952  Luxemburg, Luxemburg
1953  Lugano, Schweiz
1954  Solingen, Västtyskland
1955  Frascati, Italien
1956  Köpenhamn, Danmark
1957  Waregem, Belgien
1958  Reims, Frankrike
1959  Zandvoort, Nederländerna
1960  Karl-Marx-Stadt, Östtyskland
1961  Bern, Schweiz
1962  Salò di Garda, Italien
1963  Ronse, Belgien
1964  Sallanches, Frankrike
1965  San Sebastián, Spanien
1966  Nürburgring, Västtyskland
1967  Heerlen, Nederländerna
1968  Imola, Italien
1969  Zolder, Belgien
1970  Leicester, England
1971  Mendrisio, Schweiz
1972  Gap, Frankrike
1973  Barcelona, Spanien
1974  Montreal, Kanada
1975  Yvoir, Belgien
1976  Ostuni, Italien
1977  San Cristóbal, Venezuela
1978  Nürburgring, Västtyskland
1979  Valkenburg, Nederländerna
1980  Sallanches, Frankrike
1981  Prag, Tjeckoslovakien
1982  Westhampnett (Goodwood House), England
1983  Altenrhein, Schweiz
1984  Barcelona, Spanien
1985  Giavera del Montello, Italien
1986  Colorado Springs, Colorado, USA
1987  Villach, Österrike
1988  Ronse, Belgien
1989  Chambéry, Frankrike
1990  Utsunomiya, Japan
1991  Stuttgart, Tyskland
1992  Benidorm, Spanien
1993  Oslo, Norge
1994  Agrigento, Italien
1995  Duitama, Colombia
1996  Lugano, Schweiz
1997  San Sebastián, Spanien
1998  Valkenburg, Nederländerna
1999  Verona, Italien
2000-talet
2000  Plouay, Frankrike
2001  Lissabon, Portugal
2002  Zolder, och Hasselt, Belgien
2003  Hamilton, Kanada
2004  Verona, Italien
2005  Madrid, Spanien
2006  Salzburg, Österrike
2007  Stuttgart, Tyskland
2008  Varese, Italien
2009  Mendrisio, Schweiz
2010  Melbourne och Geelong, Australien
2011  Köpenhamn, Danmark
2012  Limburg, Nederländerna
2013  Florens, Italien
2014  Ponferrada, Spanien
2015  Richmond, Virginia, USA
2016  Doha, Qatar
2017  Bergen, Norge
2018  Innsbruck, Österrike
2019  Harrogate, England
2020  Imola, Italien
2021  Brygge och Leuven, Belgien
2022  Wollongong, Australien
2023  Glasgow, Skottland
2024  Zürich, Schweiz
2025  Kigali, Rwanda
2026  Montreal, Kanada
2027  Haute-Savoie, Frankrike
2028  Abu Dhabi, Förenade Arabemiraten

### Juniormästerskap[4]
De första juniormästerkapen hölls 1975 och under följande år hölls de separat till och med 1996. Därefter hölls de tillsammans med seniormästerskapen i åtta år, varefter de hölls separat från dessa, men i stället tillsammans med juniormästerskapen i bancykling till och med 2010. Sedan 2011 hålls de åter tillsammans med seniormästerskapen.

1975:  Lausanne
1976:  Liège
1977:  Wien
1978:  Washington D.C.
1979:  Buenos Aires
1980:  Mexiko City
1981:  Leipzig
1982:  Florens
1983:  Wanganui
1984:  Beuvron
1985:  Stuttgart
1986:  Casablanca
1987:  Bergamo
1988:  Odense
1989:  Moskva
1990:  Middlesbrough
1991:  Colorado Springs
1992:  Olympia
1993:  Perth
1994:  Quito
1995:  San Marino och  Forlì
1996:  Novo mesto
2005:  Oberwart
2006:  Spa-Francorchamps
2007:  Aguascalientes
2008:  Kapstaden
2009:  Moskva
2010:  Offida

## Medaljörer

### Linjelopp
Världsmästerskap i linjelopp hålls för nedanstående klasser:
| Klass                | Första upplaga | Distans t.o.m. 2024 | Distans fr.o.m. 2025 |
| -------------------- | -------------- | ------------------- | -------------------- |
| Herrar elit (ME)     | 1927           | 250-280 km          | 250-280 km           |
| Damer elit (WE)      | 1958           | 130-160 km          | 150-180 km           |
| Herrar U23 (MU)      | 1996           | 160-180 km          | 150-180 km           |
| Damer U23 (WU)       | 2022           | 130-160 km *        | 110-140 km           |
| Herrar juniorer (MJ) | 1975           | 120-140 km          | 110-140 km           |
| Damer juniorer (WJ)  | 1987           | 50-80 km            | 70-100 km            |

* kördes integrerat med damelitloppet

#### Individuellt tempolopp: Herrar elit

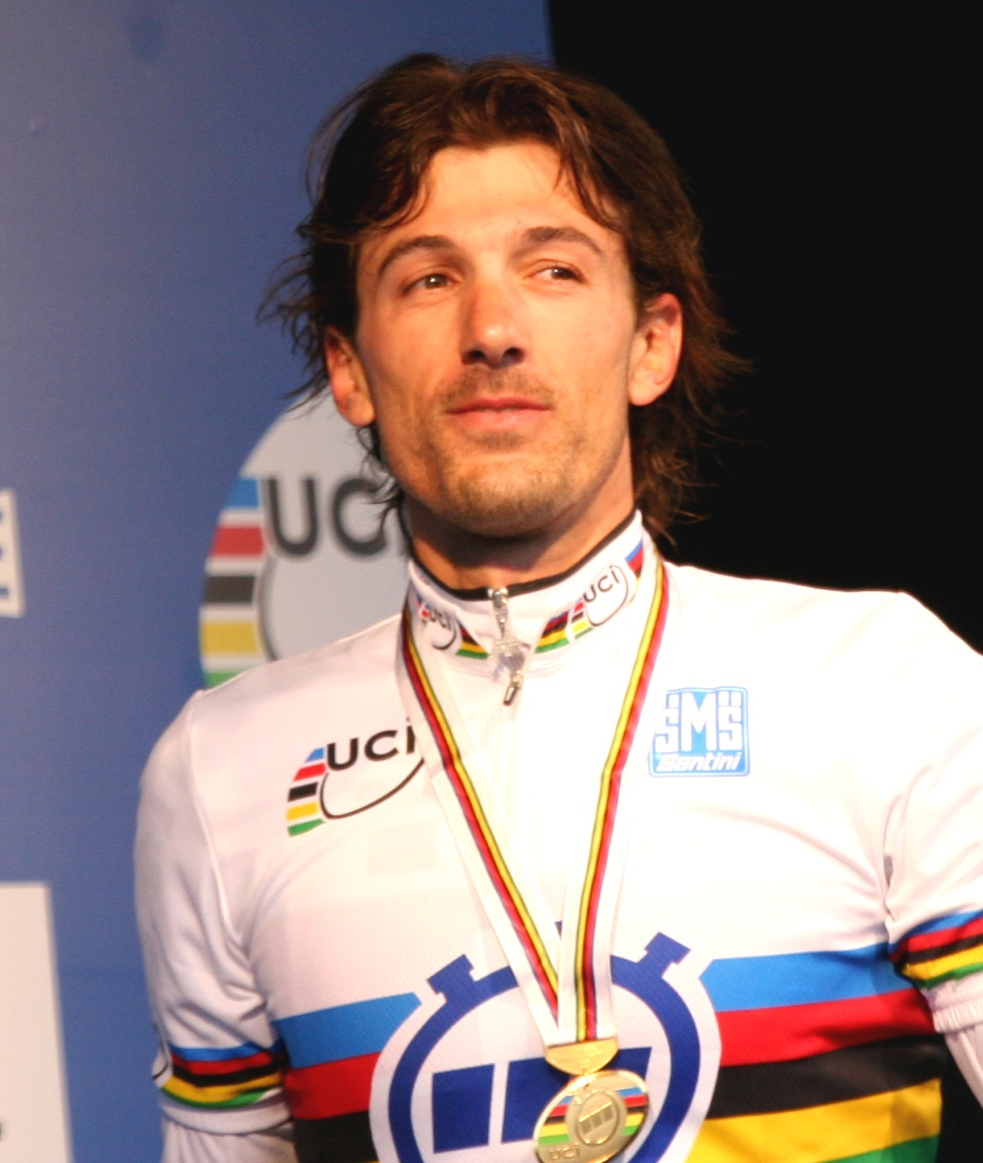
Fabian Cancellara efter an av sina vinster i herrarnas tempolopp.

#### Linjelopp: Herrar elit[7]

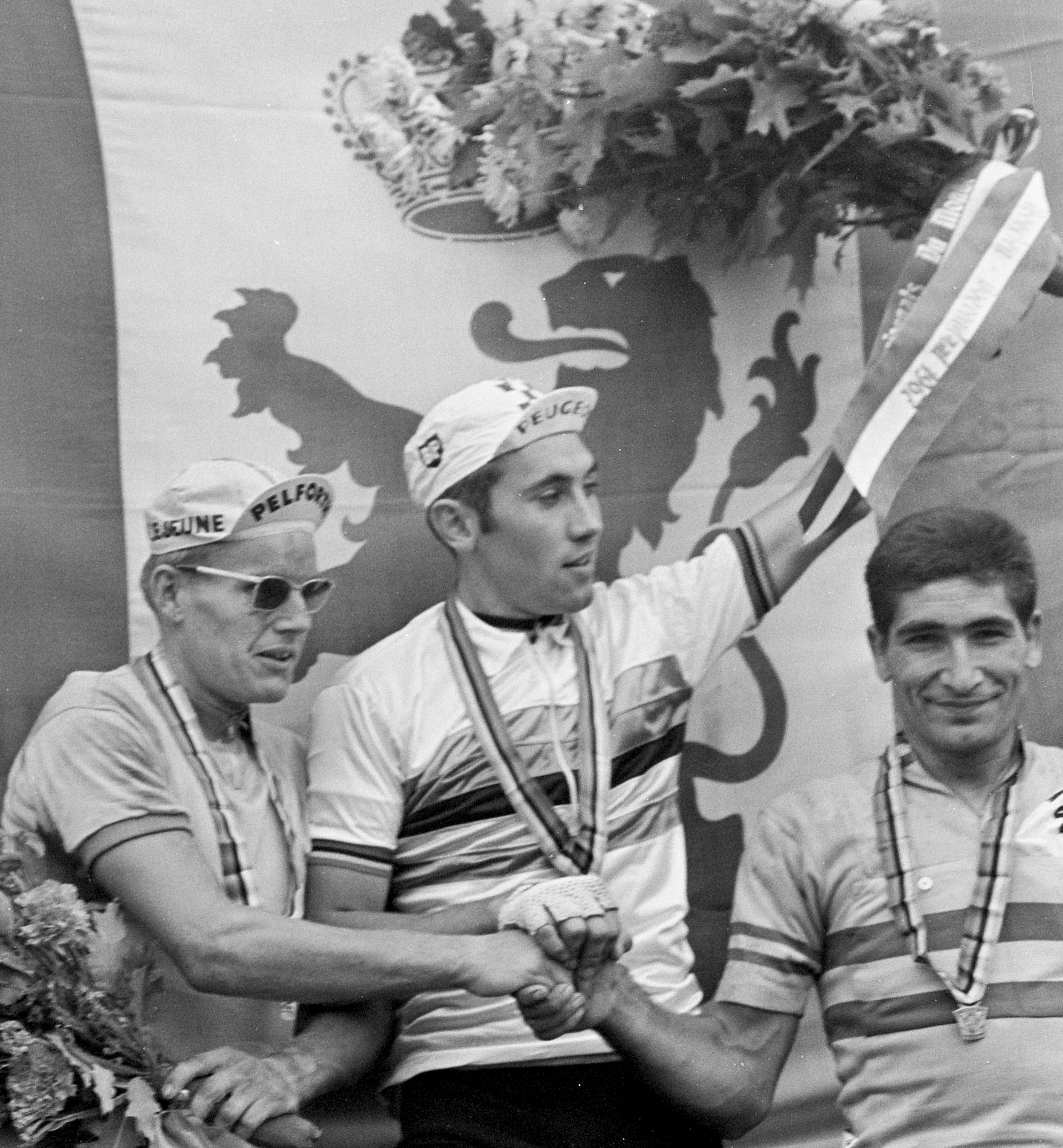
Jan Janssen, Eddy Merckx och Ramon Saez Marzo på podiet vid VM 1967.

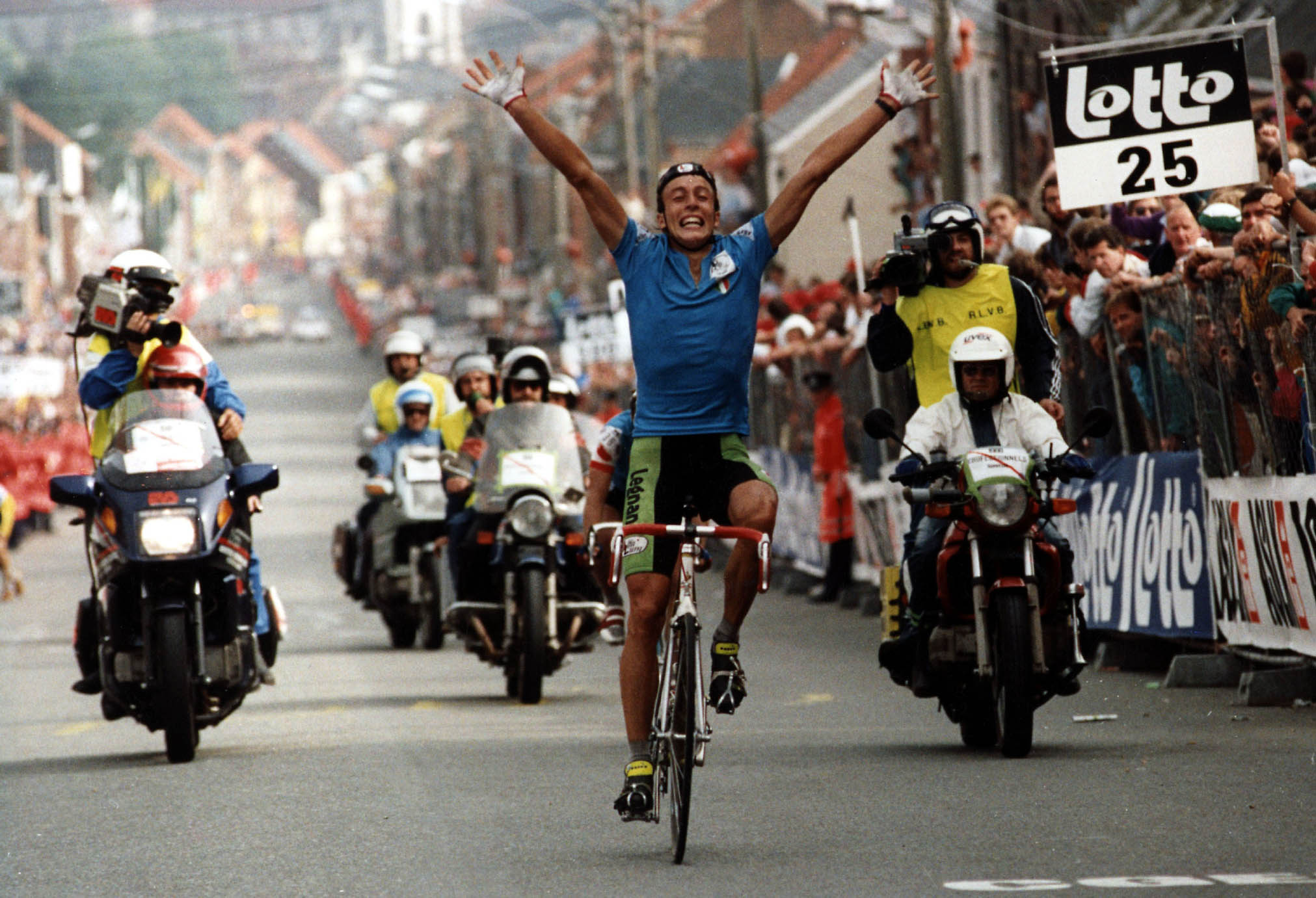
Maurizio Fondriest vinner linjeloppet 1988.

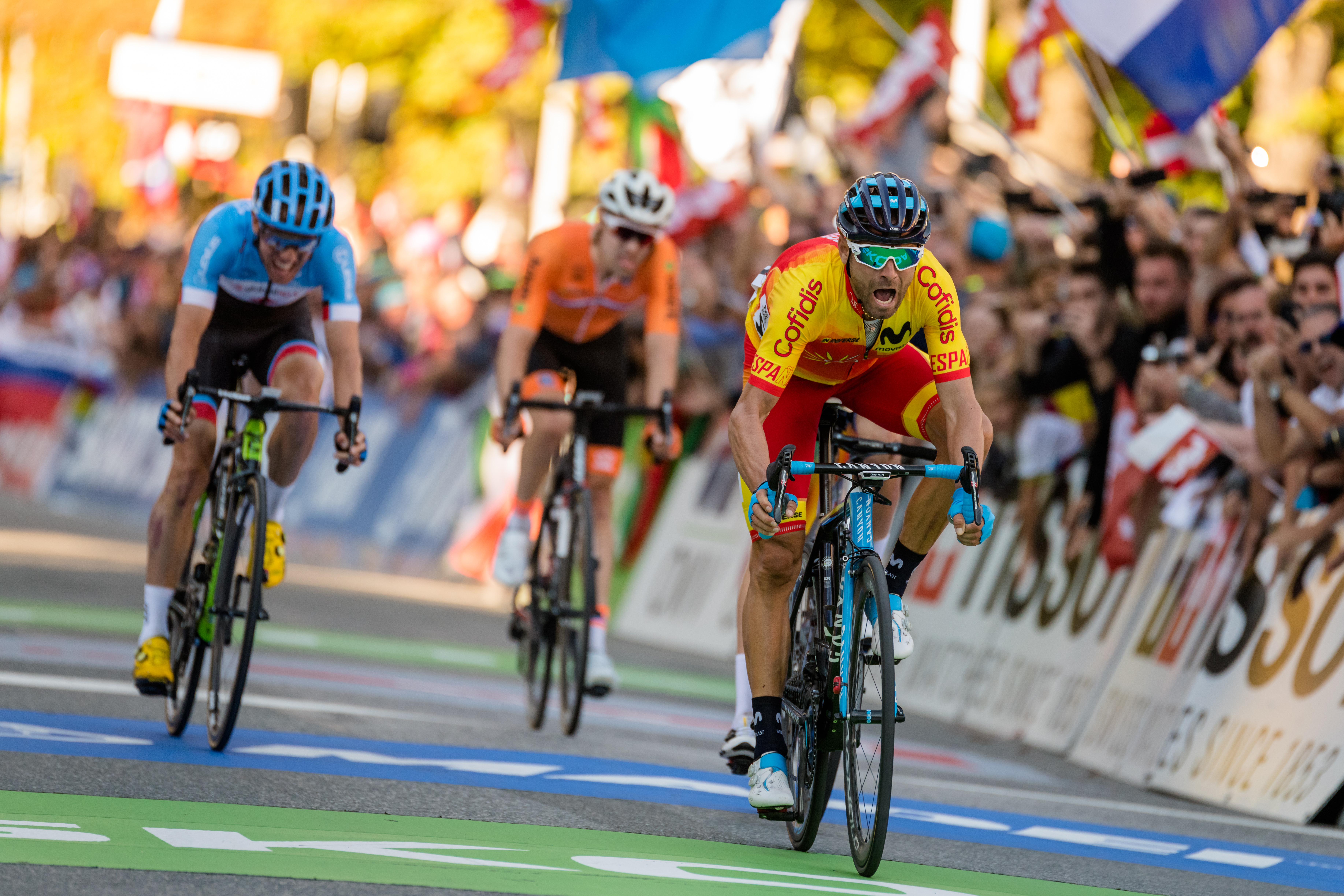
Alejandro Valverde blir världsmästare 2018, före Romain Bardet (längst till vänster), Michael Woods (nästan helt skymd av Valverde) och Tom Dumolin (i orange).

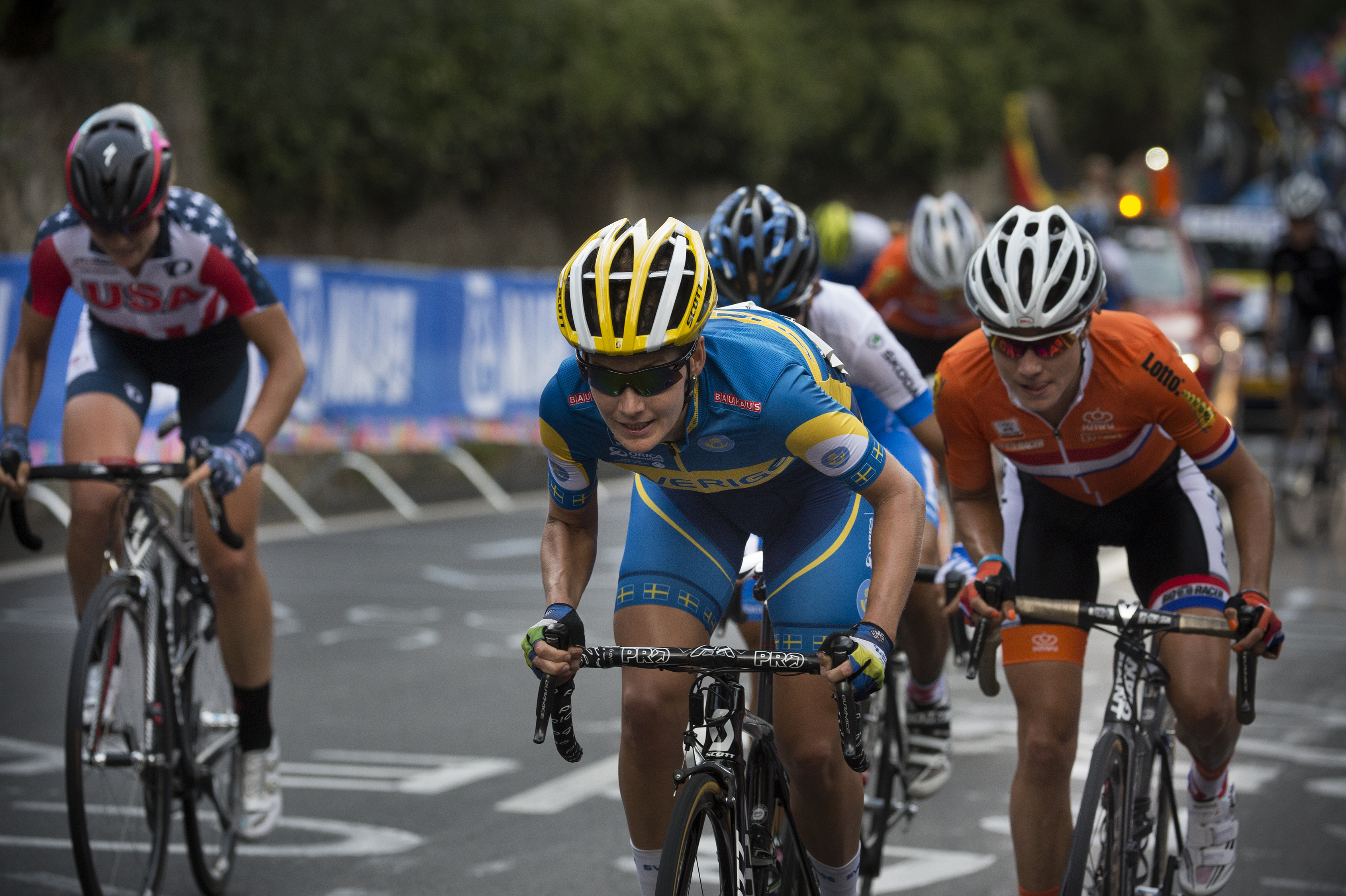
Emma Johansson (än så länge) just före Marianne Vos cirka två kilometer före mål 2013. Bakom Johanssons rygg syns Rosella Ratto och bakom henne skymtar Anna van der Breggen (i orange - som slutade fyra). Längst ut till vänster loppets femma: Evelyn Stevens från USA.

Världsmästerskapens linjelopp för manliga professionella cyklister började att köras 1927 och har sedan dess hållits varje år, förutom under Andra världskriget.
| År                                      | Guld                 | Silver                   | Brons                    |
| --------------------------------------- | -------------------- | ------------------------ | ------------------------ |
| 1927                                    | Alfredo Binda        | Costante Girardengo      | Domenico Piemontesi      |
| 1928                                    | Georges Ronsse       | Herbert Nebe             | Bruno Wolke              |
| 1929                                    | Georges Ronsse       | Nicolas Frantz           | Alfredo Binda            |
| 1930                                    | Alfredo Binda        | Learco Guerra            | Georges Ronsse           |
| 1931                                    | Learco Guerra        | Ferdinand Le Drogo       | Albert Buechi            |
| 1932                                    | Alfredo Binda        | Remo Bertoni             | Nicolas Frantz           |
| 1933                                    | Georges Speicher     | Antonin Magne            | Marin Valentin           |
| 1934                                    | Karel Kaers          | Learco Guerra            | Gustaaf Danneels         |
| 1935                                    | Jean Aerts           | Luciano Montero          | Gustaaf Danneels         |
| 1936                                    | Antonin Magne        | Aldo Bini                | Theo Middelkamp          |
| 1937                                    | Eloi Meulenberg      | Emil Kijewski            | Paul Egli                |
| 1938                                    | Marcel Kint          | Paul Egli                | Leo Amberg               |
| Inställt på grund av andra världskriget |                      |                          |                          |
| 1946                                    | Hans Knecht          | Marcel Kint              | Rik Van Steenbergen      |
| 1947                                    | Theo Middelkamp      | Albert Sercu             | Sjef Janssen             |
| 1948                                    | Briek Schotte        | Apo Lazarides            | Lucien Tesseire          |
| 1949                                    | Rik Van Steenbergen  | Ferdi Kübler             | Fausto Coppi             |
| 1950                                    | Briek Schotte        | Theo Middelkamp          | Ferdi Kübler             |
| 1951                                    | Ferdi Kübler         | Fiorenzo Magni           | Antonio Bevilacqua       |
| 1952                                    | Heinz Müller         | Gottfried Weilemann      | Ludwig Hormann           |
| 1953                                    | Fausto Coppi         | Germain Derycke          | Stan Ockers              |
| 1954                                    | Louison Bobet        | Fritz Schaer             | Charly Gaul              |
| 1955                                    | Stan Ockers          | Jean-Pierre Schmitz      | Germain Derycke          |
| 1956                                    | Rik Van Steenbergen  | Rik Van Looy             | Gerrit Schulte           |
| 1957                                    | Rik Van Steenbergen  | Louison Bobet            | André Darrigade          |
| 1958                                    | Ercole Baldini       | Louison Bobet            | André Darrigade          |
| 1959                                    | André Darrigade      | Michele Gismondi         | Noël Foré                |
| 1960                                    | Rik Van Looy         | André Darrigade          | Pino Cerami              |
| 1961                                    | Rik Van Looy         | Nino Defilippis          | Raymond Poulidor         |
| 1962                                    | Jean Stablinski      | Seamus Elliott           | Jos Hoevenaers           |
| 1963                                    | Benoni Beheyt        | Rik Van Looy             | Jo de Haan               |
| 1964                                    | Jan Janssen          | Vittorio Adorni          | Raymond Poulidor         |
| 1965                                    | Tom Simpson          | Rudi Altig               | Roger Swerts             |
| 1966                                    | Rudi Altig           | Jacques Anquetil         | Raymond Poulidor         |
| 1967                                    | Eddy Merckx          | Jan Janssen              | Ramon Saez               |
| 1968                                    | Vittorio Adorni      | Herman Vanspringel       | Michele Dancelli         |
| 1969                                    | Harm Ottenbros       | Julien Stevens           | Michele Dancelli         |
| 1970                                    | Jean-Pierre Monseré  | Leif Mortensen           | Felice Gimondi           |
| 1971                                    | Eddy Merckx          | Felice Gimondi           | Cyrille Guimard          |
| 1972                                    | Marino Basso         | Franco Bitossi           | Cyrille Guimard          |
| 1973                                    | Felice Gimondi       | Freddy Maertens          | Luis Ocaña               |
| 1974                                    | Eddy Merckx          | Raymond Poulidor         | Mariano Martinez         |
| 1975                                    | Hennie Kuiper        | Roger De Vlaeminck       | Jean-Pierre Danguillaume |
| 1976                                    | Freddy Maertens      | Francesco Moser          | Tino Conti               |
| 1977                                    | Francesco Moser      | Dietrich Thurau          | Franco Bitossi           |
| 1978                                    | Gerrie Knetemann     | Francesco Moser          | Jørgen Marcussen         |
| 1979                                    | Jan Raas             | Dietrich Thurau          | Jean-René Bernaudeau     |
| 1980                                    | Bernard Hinault      | Gianbattista Baronchelli | Juan Fernández           |
| 1981                                    | Freddy Maertens      | Giuseppe Saronni         | Bernard Hinault          |
| 1982                                    | Giuseppe Saronni     | Greg LeMond              | Sean Kelly               |
| 1983                                    | Greg LeMond          | Adri van der Poel        | Stephen Roche            |
| 1984                                    | Claude Criquielion   | Claudio Corti            | Steve Bauer              |
| 1985                                    | Joop Zoetemelk       | Greg LeMond              | Moreno Argentin          |
| 1986                                    | Moreno Argentin      | Charly Mottet            | Giuseppe Saronni         |
| 1987                                    | Stephen Roche        | Moreno Argentin          | Juan Fernández           |
| 1988                                    | Maurizio Fondriest   | Martial Gayant           | Juan Fernández           |
| 1989                                    | Greg LeMond          | Dmitrij Konysjev         | Sean Kelly               |
| 1990                                    | Rudy Dhaenens        | Dirk De Wolf             | Gianni Bugno             |
| 1991                                    | Gianni Bugno         | Steven Rooks             | Miguel Induráin          |
| 1992                                    | Gianni Bugno         | Laurent Jalabert         | Dmitrij Konysjev         |
| 1993                                    | Lance Armstrong      | Miguel Induráin          | Olaf Ludwig              |
| 1994                                    | Luc Leblanc          | Claudio Chiappucci       | Richard Virenque         |
| 1995                                    | Ábraham Olano        | Miguel Induráin          | Marco Pantani            |
| 1996                                    | Johan Museeuw        | Mauro Gianetti           | Michele Bartoli          |
| 1997                                    | Laurent Brochard     | Bo Hamburger             | Léon van Bon             |
| 1998                                    | Oscar Camenzind -    | Peter Van Petegem        | Michele Bartoli          |
| 1999                                    | Óscar Freire         | Markus Zberg             | Jean-Cyril Robin         |
| 2000                                    | Romāns Vainšteins    | Zbigniew Spruch          | Óscar Freire             |
| 2001                                    | Óscar Freire         | Paolo Bettini            | Andrej Hauptman          |
| 2002                                    | Mario Cipollini      | Robbie McEwen            | Erik Zabel               |
| 2003                                    | Igor Astarloa        | Alejandro Valverde       | Peter Van Petegem        |
| 2004                                    | Óscar Freire         | Erik Zabel               | Luca Paolini             |
| 2005                                    | Tom Boonen           | Alejandro Valverde       | Anthony Geslin           |
| 2006                                    | Paolo Bettini        | Erik Zabel               | Alejandro Valverde       |
| 2007                                    | Paolo Bettini        | Aleksandr Kolobnev       | Stefan Schumacher        |
| 2008                                    | Alessandro Ballan    | Damiano Cunego           | Matti Breschel           |
| 2009                                    | Cadel Evans          | Aleksandr Kolobnev       | Joaquin Rodriguez        |
| 2010                                    | Thor Hushovd         | Matti Breschel           | Allan Davis              |
| 2011                                    | Mark Cavendish       | Matthew Goss             | André Greipel            |
| 2012                                    | Philippe Gilbert     | Edvald Boasson Hagen     | Alejandro Valverde       |
| 2013                                    | Rui Costa            | Joaquim Rodriguez        | Alejandro Valverde       |
| 2014                                    | Michał Kwiatkowski   | Simon Gerrans            | Alejandro Valverde       |
| 2015                                    | Peter Sagan          | Michael Matthews         | Ramūnas Navardauskas     |
| 2016                                    | Peter Sagan          | Mark Cavendish           | Tom Boonen               |
| 2017                                    | Peter Sagan          | Alexander Kristoff       | Michael Matthews         |
| 2018                                    | Alejandro Valverde   | Romain Bardet            | Michael Woods            |
| 2019                                    | Mads Pedersen        | Matteo Trentin           | Stefan Küng              |
| 2020                                    | Julian Alaphilippe   | Wout van Aert            | Marc Hirschi             |
| 2021                                    | Julian Alaphilippe   | Dylan van Baarle         | Michael Valgren          |
| 2022                                    | Remco Evenepoel      | Christophe Laporte       | Michael Matthews         |
| 2023                                    | Mathieu van der Poel | Wout van Aert            | Tadej Pogačar            |
| 2024                                    | Tadej Pogačar        | Ben O'Connor             | Mathieu van der Poel     |

#### Linjelopp: Damer elit[8]
Världsmästerskapens linjelopp för kvinnor startade första gången 1958.
| År   | Guld                           | Silver                         | Brons                          |
| ---- | ------------------------------ | ------------------------------ | ------------------------------ |
| 1958 | Elsy Jacobs                    | Tamara Novikova                | Marija Loukchina               |
| 1959 | Yvonne Reynders                | Aino Pouronen                  | Vera Gorbatjeva                |
| 1960 | Beryl Burton                   | Rosa Sels                      | Elisabeth Kleinhaus            |
| 1961 | Yvonne Reynders                | Beryl Burton                   | Elsy Jacobs                    |
| 1962 | Marie-Rose Gaillard            | Yvonne Reynders -              | Marie-Therese Naessens         |
| 1963 | Yvonne Reynders                | Rosa Sels                      | Aino Pouronen                  |
| 1964 | Emma Sonka                     | Galina Judina                  | Rosa Sels                      |
| 1965 | Elisabeth Eicholz              | Yvonne Reynders                | Aino Pouronen                  |
| 1966 | Yvonne Reynders                | Cor Hage                       | Aino Pouronen                  |
| 1967 | Beryl Burton                   | Ljubov Sadorsjnaja             | Anna Konkina                   |
| 1968 | Keetie Hage                    | Bayba Tsaune                   | Morena Tartagni                |
| 1969 | Audrey McElmury                | Bernadette Swinnerton          | Nina Trofimova                 |
| 1970 | Anna Konkina                   | Morena Tartagni                | Raisa Obodovskaja              |
| 1971 | Anna Konkina                   | Morena Tartagni                | Keetie Hage                    |
| 1972 | Geneviève Gambillon            | Ljubov Sadorsjnaja             | Anna Konkina                   |
| 1973 | Nicole Vandenbroeck            | Keetie Hage                    | Valentina Rebrovskaja          |
| 1974 | Geneviève Gambillon            | Bayba Tsaune                   | Keetie Hage                    |
| 1975 | Tineke Fopma                   | Geneviève Gambillon            | Keetie Hage                    |
| 1976 | Keetie Hage                    | Laura Bissoli                  | Yvonne Reynders                |
| 1977 | Josiane Bost                   | Connie Carpenter               | Minnie Brinkhof                |
| 1978 | Beate Habetz                   | Keetie Hage                    | Eva Lorenzo                    |
| 1979 | Petra de Bruin                 | Jen de Smet                    | Beate Habetz                   |
| 1980 | Beth Heiden                    | Tuulikki Jahre                 | Armanda Jones                  |
| 1981 | Ute Enzenauer                  | Jeannie Longo                  | Connie Carpenter               |
| 1982 | Mandy Jones                    | Maria Canins                   | Gerda Sierens                  |
| 1983 | Marianne Berglund              | Rebecca Twigg                  | Maria Canins                   |
| 1984 | Inställt på grund av sommar-OS | Inställt på grund av sommar-OS | Inställt på grund av sommar-OS |
| 1985 | Jeannie Longo                  | Maria Canins                   | Sandra Schumacher              |
| 1986 | Jeannie Longo-Ciprelli         | Janelle Parks                  | Alla Jakovleva                 |
| 1987 | Jeannie Longo-Ciprelli         | Heleen Hage                    | Connie Meyer                   |
| 1988 | Inställt på grund av sommar-OS | Inställt på grund av sommar-OS | Inställt på grund av sommar-OS |
| 1989 | Jeannie Longo-Ciprelli         | Catherine Marsal               | Maria Canins                   |
| 1990 | Catherine Marsal               | Ruthie Matthes                 | Louisa Seghezzi                |
| 1991 | Leontien van Moorsel           | Inga Thompson                  | Alison Sydor                   |
| 1992 | Inställt på grund av sommar-OS | Inställt på grund av sommar-OS | Inställt på grund av sommar-OS |
| 1993 | Leontien van Moorsel           | Jeannie Longo-Ciprelli         | Laura Charameda                |
| 1994 | Monica Valvik                  | Patsy Maergerman               | Jeanne Golay                   |
| 1995 | Jeannie Longo-Ciprelli         | Catherine Marsal               | Edita Pučinskaitė              |
| 1996 | Barbara Heeb                   | Rasa Polikevičiūtė             | Linda Jackson                  |
| 1997 | Alessandra Cappellotto         | Elisabeth Tadich               | Catherine Marsal               |
| 1998 | Diana Žiliūtė                  | Leontien van Moorsel           | Hanka Kupfernagel              |
| 1999 | Edita Pučinskaitė              | Anna Wilson                    | Diana Žiliūtė                  |
| 2000 | Zinaida Stahurskaya            | Chantal Beltman                | Madeleine Lindberg             |
| 2001 | Rasa Polikevičiūtė             | Edita Pučinskaitė              | Jeannie Longo-Ciprelli         |
| 2002 | Susanne Ljungskog              | Nicole Brändli                 | Joane Somarriba                |
| 2003 | Susanne Ljungskog              | Mirjam Melchers                | Nicole Cooke                   |
| 2004 | Judith Arndt                   | Tatiana Guderzo                | Anita Valen                    |
| 2005 | Regina Schleicher              | Nicole Cooke                   | Oenone Wood                    |
| 2006 | Marianne Vos                   | Trixi Worrack                  | Nicole Cooke                   |
| 2007 | Marta Bastianelli              | Marianne Vos                   | Giorgia Bronzini               |
| 2008 | Nicole Cooke                   | Marianne Vos                   | Judith Arndt                   |
| 2009 | Tatiana Guderzo                | Marianne Vos                   | Noemi Cantele                  |
| 2010 | Giorgia Bronzini               | Marianne Vos                   | Emma Johansson                 |
| 2011 | Giorgia Bronzini               | Marianne Vos                   | Ina Teutenberg                 |
| 2012 | Marianne Vos                   | Rachel Neylan                  | Elisa Longo Borghini           |
| 2013 | Marianne Vos                   | Emma Johansson                 | Rosella Ratto                  |
| 2014 | Pauline Ferrand-Prevot         | Lisa Brennauer                 | Emma Johansson                 |
| 2015 | Lizzie Armitstead              | Anna van der Breggen           | Megan Guarnier                 |
| 2016 | Amalie Dideriksen              | Kirsten Wild                   | Lotta Lepistö                  |
| 2017 | Chantal Blaak                  | Katrin Garfoot                 | Amalie Dideriksen              |
| 2018 | Anna van der Breggen           | Amanda Spratt                  | Megan Guarnier                 |
| 2019 | Annemiek van Vleuten           | Anna van der Breggen           | Amanda Spratt                  |
| 2020 | Anna van der Breggen           | Annemiek van Vleuten           | Elisa Longo Borghini           |
| 2021 | Elisa Balsamo                  | Marianne Vos                   | Katarzyna Niewiadoma           |
| 2022 | Annemiek van Vleuten           | Lotte Kopecky                  | Silvia Persico                 |
| 2023 | Lotte Kopecky                  | Demi Vollering                 | Cecilie Uttrup Ludwig          |
| 2024 | Lotte Kopecky                  | Chloé Dygert                   | Elisa Longo Borghini           |

#### Linjelopp: Herrar amatörer[10][2]
Det första världsmästerskapet i linjelopp för amatörcyklister (endast herrar) arrangerades av UCI 1921. 1996 ersattes klassen av världsmästerskapen för manliga cyklister under 23 år.
| År                                      | Guld                           | Silver                         | Brons                          |
| --------------------------------------- | ------------------------------ | ------------------------------ | ------------------------------ |
| 1921                                    | Gunnar Sköld                   | Willum Nielsen                 | Charles Davey                  |
| 1922                                    | Dave March                     | W.T. Burkill                   | Charles Davey                  |
| 1923                                    | Libero Ferrario                | Othmar Eichenberger            | Georges Antenen                |
| 1924                                    | André Leducq                   | Otto Lehner                    | Armand Blanchonnet             |
| 1925                                    | Henri Hoevenaers               | Marc Bocher                    | Georges Van den Berghe         |
| 1926                                    | Octave Dayen                   | Jules Merviel                  | Pierre Polano                  |
| 1927                                    | Jean Aerts                     | Rudolf Wolke                   | Michele Orecchia               |
| 1928                                    | Allegro Grandi                 | Michele Bara                   | Jean Aerts                     |
| 1929                                    | Pierino Bertolazzo             | Remo Bertoni                   | René Brossy                    |
| 1930                                    | Giuseppe Martano               | Eugenio Gestri                 | Rudolf Risch                   |
| 1931                                    | Henry Hansen                   | Giuseppe Olmo                  | Leo Nielsen                    |
| 1932                                    | Giuseppe Martano               | Paul Egli                      | Paul Chocque                   |
| 1933                                    | Paul Egli                      | Kurt Stettler                  | Joseph Lowagie                 |
| 1934                                    | Cees Pellenaers                | André Leforge                  | Paul André                     |
| 1935                                    | Ivo Mancini                    | Robert Charpentier             | Werner Grundhal                |
| 1936                                    | Edgard Buchwalder              | Gottlieb Weber                 | Pierino Favalli                |
| 1937                                    | Adolfo Leoni                   | Frode Sorensen                 | Fritz Scheller                 |
| 1938                                    | Hans Knecht                    | Josef Wagner                   | Joop Demmenie                  |
| Inställt på grund av Andra världskriget |                                |                                |                                |
| 1946                                    | Henry Aubry                    | Ernest Stettler                | Henri Van Kerkhove             |
| 1947                                    | Alfio Ferrari                  | Silvio Pedroni                 | Gerard Van Beek                |
| 1948                                    | Harry Snell                    | Lievin Lerno                   | Olle Wänlund                   |
| 1949                                    | Henk Fannhof                   | Henri Kaas                     | Hubert Vinken                  |
| 1950                                    | Jack Hoobin                    | Robert Varmajo                 | Alfio Ferrari                  |
| 1951                                    | Gianni Ghidini                 | Rino Benedetti                 | Jan Plataz                     |
| 1952                                    | Luciano Ciancola               | André Noyelle                  | Roger Ludwig                   |
| 1953                                    | Riccardo Filippi               | Gastone Nencini                | Rik Van Looy                   |
| 1954                                    | Emiel Van Cauter               | Hans Andresen                  | Martin Van den Borgh           |
| 1955                                    | Sante Ranucci                  | Lino Grassi                    | Dino Bruni                     |
| 1956                                    | Frans Mahn                     | Norbert Verougstraete          | Jan Buis                       |
| 1957                                    | Louis Proost                   | Arnaldo Pambianco              | Schalk Verhoef                 |
| 1958                                    | Gustav-Adolf Schur             | Valère Paulissen               | Henri Dewolf                   |
| 1959                                    | Gustav-Adolf Schur             | Bastiaan Maliepaard            | Constant Goosens               |
| 1960                                    | Bernhard Eckstein              | Gustav-Adolf Schur             | Willy Van den Berghen          |
| 1961                                    | Jean Jourden                   | Henri Belena                   | Jacques Gestraud               |
| 1962                                    | Renato Boncioni                | Ole Ritter                     | Arie Den Hartog                |
| 1963                                    | Flaviano Vicentini             | Francis Bazire                 | Wilfried Bölke                 |
| 1964                                    | Eddy Merckx                    | Willy Planckaert               | Gösta Pettersson               |
| 1965                                    | Jacques Botherel               | José-Manuel Lasa               | Battista Monti                 |
| 1966                                    | Evert Dolman                   | Leslie West                    | Willy Skibby                   |
| 1967                                    | Graham Webb                    | Claude Guyot                   | René Pijnen                    |
| 1968                                    | Vittorio Marcelli              | Luis-Carlos Florès             | Erik Pettersson                |
| 1969                                    | Leif Mortensen                 | Jean-Pierre Monseré            | Gustave Van Roosbroeck         |
| 1970                                    | Jorgen Schmidt                 | Ludo Van der Linden            | Tony Gakens                    |
| 1971                                    | Régis Ovion                    | Freddy Maertens                | José Luis Viejo                |
| 1972                                    | Inställt på grund av sommar-OS | Inställt på grund av sommar-OS | Inställt på grund av sommar-OS |
| 1973                                    | Ryszard Szurkowski             | Stanislav Szozda               | Bernard Bourreau               |
| 1974                                    | Janusz Kowalski                | Ryszard Szurkowski             | Michel Kuhn                    |
| 1975                                    | André Gevers                   | Sven-Åke Nilsson               | Roberto Ceruti                 |
| 1976                                    | Inställt på grund av sommar-OS | Inställt på grund av sommar-OS | Inställt på grund av sommar-OS |
| 1977                                    | Claudio Corti                  | Sergej Morozov                 | Salvatore Maccali              |
| 1978                                    | Gilbert Glaus                  | Krzysztof Sujka                | Stefan Mutter                  |
| 1979                                    | Gianni Giacomini               | Jan Jankiewicz                 | Bernd Drogan                   |
| 1980                                    | Inställt på grund av sommar-OS | Inställt på grund av sommar-OS | Inställt på grund av sommar-OS |
| 1981                                    | Andrej Vedernikov              | Rudy Rogiers                   | Gilbert Glaus                  |
| 1982                                    | Bernd Drogan                   | Francis Vermaelen              | Jorg Bruggmann                 |
| 1983                                    | Uwe Raab                       | Niki Rüttimann                 | Andrzej Serediuk               |
| 1984                                    | Inställt på grund av sommar-OS | Inställt på grund av sommar-OS | Inställt på grund av sommar-OS |
| 1985                                    | Lech Piasecki                  | Johnny Weltz                   | Frank Van de Vijver            |
| 1986                                    | Uwe Ampler                     | John Talen                     | Arian Jagt                     |
| 1987                                    | Richard Vivien                 | Hartmut Bölts                  | Alex Pedersen                  |
| 1988                                    | Inställt på grund av sommar-OS | Inställt på grund av sommar-OS | Inställt på grund av sommar-OS |
| 1989                                    | Joachim Halupczok              | Eric Pichon                    | Christophe Manin               |
| 1990                                    | Mirko Gualdi                   | Roberto Caruso                 | Jean-Philippe Dojwa            |
| 1991                                    | Viktor Rjaksinski              | Davide Rebellin                | Beat Zberg                     |
| 1992                                    | Inställt på grund av sommar-OS | Inställt på grund av sommar-OS | Inställt på grund av sommar-OS |
| 1993                                    | Jan Ullrich                    | Kaspars Ozers                  | Lubor Tesař                    |
| 1994                                    | Alex Pedersen                  | Milan Dvorscik                 | Christophe Mengin              |
| 1995                                    | Danny Nelissen                 | Daniele Sgnaolin               | Pedro Alvaro Rodriguez         |

#### Linjelopp: Herrar U23[11]
Världsmästerskapens linjelopp för cyklister under 23 år startade 1996 och den första segraren blev den italienska cyklisten Giuliano Figueras. Tävlingen tog över efter världsmästerskapen för amatörcyklister.
| År   | Guld                                  | Silver                                | Brons                                 |
| ---- | ------------------------------------- | ------------------------------------- | ------------------------------------- |
| 1996 | Giuliano Figueras                     | Roberto Sgambelluri                   | Luca Sironi                           |
| 1997 | Kurt-Asle Arvesen                     | Oscar Freire                          | Gerrit Glomser                        |
| 1998 | Ivan Basso                            | Rinaldo Nocentini                     | Danilo Di Luca                        |
| 1999 | Leonardo Giordani                     | Luca Paolini                          | Matthias Kessler                      |
| 2000 | Jevgeni Petrov                        | Jaroslav Popovytj                     | Lorenzo Bernucci                      |
| 2001 | Jaroslav Popovytj                     | Giampaolo Caruso                      | Ruslan Hrisjtjenko                    |
| 2002 | Francesco Chicchi                     | Francesco Gutierrez                   | David Loosli                          |
| 2003 | Sergej Lagutin                        | Johan Vansummeren                     | Thomas Dekker                         |
| 2004 | Kanstantsin Siŭtsoŭ                   | Thomas Dekker                         | Mads Christensen                      |
| 2005 | Dmytro Grabovskyj                     | William Walker                        | Jevgenij Popov                        |
| 2006 | Gerald Ciolek                         | Romain Feillu                         | Aleksandr Chatuntsev                  |
| 2007 | Peter Velits                          | Wesley Sulzberger                     | Jonathan Bellis                       |
| 2008 | Fabio Duarte Arevalo                  | Simone Ponzi                          | John Degenkolb                        |
| 2009 | Romain Sicard                         | Carlos Alberto                        | Egor Silin                            |
| 2010 | Michael Matthews                      | John Degenkolb                        | Taylor Phinney · Guillaume Boivin     |
| 2011 | Arnaud Démare                         | Adrien Petit                          | Andrew Fenn                           |
| 2012 | Alexej Lutsenko                       | Bryan Coquard                         | Tom Van Asbroeck                      |
| 2013 | Matej Mohorič                         | Louis Meintjes                        | Sondre Holst Enger                    |
| 2014 | Sven Erik Bystrøm                     | Caleb Ewan                            | Kristoffer Skjerping                  |
| 2015 | Kévin Ledanois                        | Simone Consonni                       | Anthony Turgis                        |
| 2016 | Kristoffer Halvorsen                  | Pascal Ackermann                      | Jakub Mareczko                        |
| 2017 | Benoît Cosnefroy                      | Lennard Kämna                         | Michael Carbel Svendgaard             |
| 2018 | Marc Hirschi                          | Bjorg Lambrecht                       | Jaakko Hänninen                       |
| 2019 | Samuele Battistella                   | Stefan Bissegger                      | Thomas Pidcock                        |
| 2020 | Inställt på grund av COVID19-pandemin | Inställt på grund av COVID19-pandemin | Inställt på grund av COVID19-pandemin |
| 2021 | Filippo Baroncini                     | Biniam Girmay                         | Olav Kooij                            |
| 2022 | Jevgenij Fedorov                      | Mathias Vacek                         | Søren Wærenskjold                     |
| 2023 | Axel Laurance                         | António Morgado                       | Martin Svrček                         |
| 2024 | Niklas Behrens                        | Martin Svrček                         | Alec Segaert                          |

#### Linjelopp: Damer U23
Från 2022 utses även en världsmästare i damernas U23-klass. Till och med 2024 avgörs denna klass inom loppet för damelit-klassen, men från 2025 kommer den att hållas separat.
| År   | Guld               | Silver             | Brons               |
| ---- | ------------------ | ------------------ | ------------------- |
| 2022 | Niamh Fisher-Black | Pfeiffer Georgi    | Ricarda Bauernfeind |
| 2023 | Blanka Vas         | Shirin van Anrooij | Anna Shackley       |
| 2024 | Puck Pieterse      | Neve Bradbury      | Antonia Niedermaier |

#### Linjelopp: Herrar juniorer

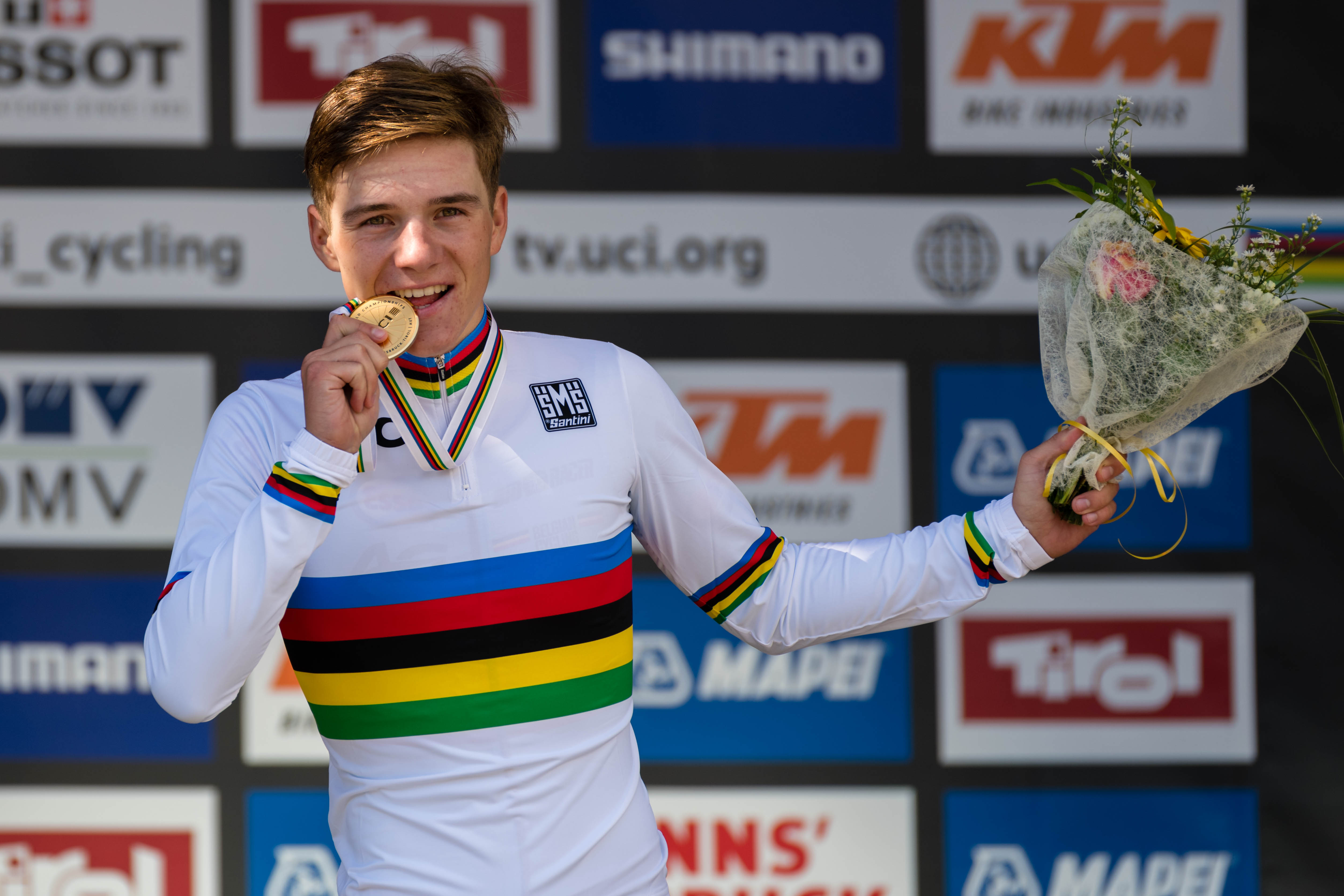
Remco Evenepoel i regnbågströjan efter sin vinst i juniorernas linjelopp 2018.

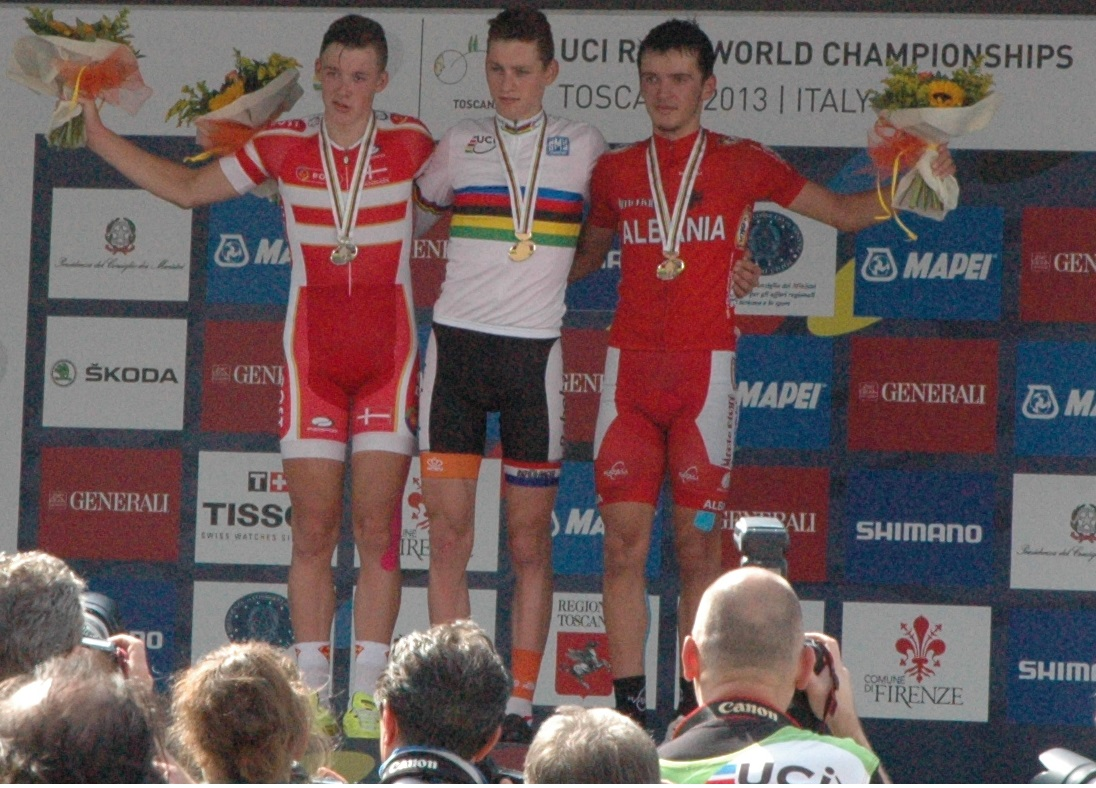
Herrjuniorernas podium 2013. Från vänster Mads Pedersen, Mathieu van der Poel och Iltjan Nika. Pedersen och van der Poel blev senare båda världsmästare i herrar elit (2019 respektive 2023).

#### Linjelopp: Damer juniorer

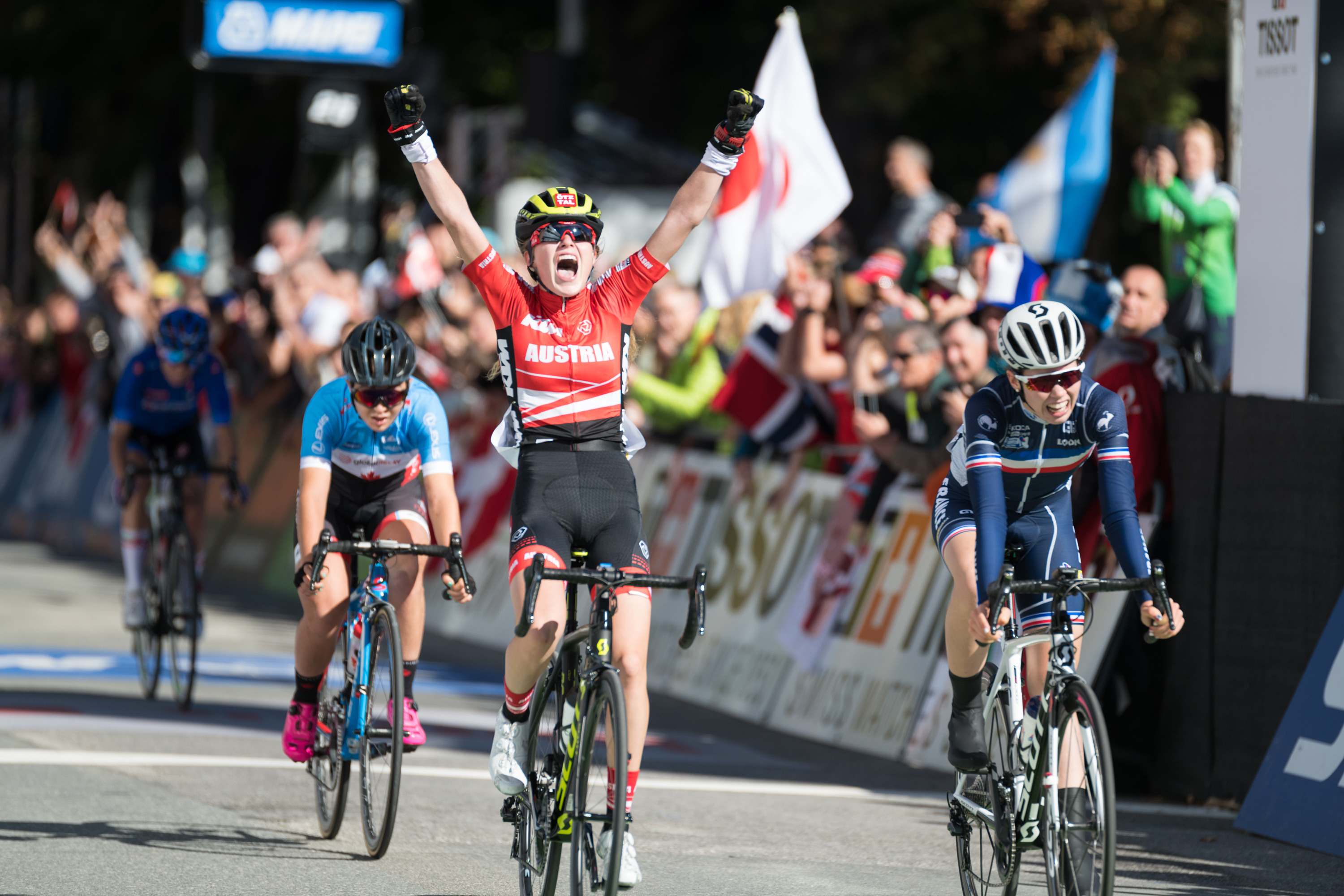
Laura Stigger var först över mållinjen 2018. Till höger loppets tvåa Marie Le Net och just bakom dessa ses trean Simone Boilard. I bakgrunden Barbara Malcotti som blev fyra.

#### Individuellt tempolopp: Damer juniorer

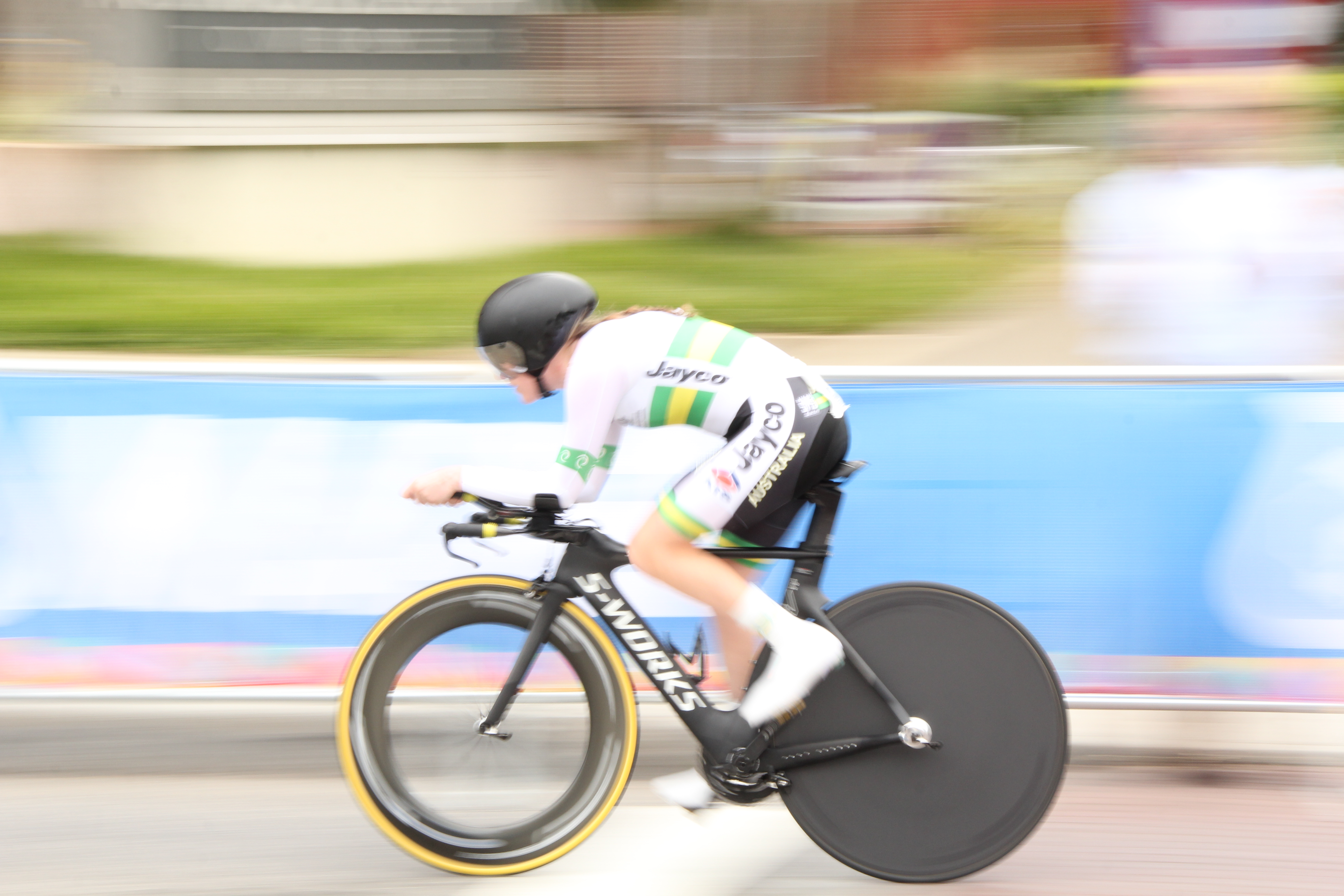
Anna-Leeza Hull på sin väg mot tredjeplatsen i damjuniorernas tempolopp 2015.

#### Linjelopp: Herrar juniorer[14]
| År   | Guld                                  | Silver                                | Brons                                 |
| ---- | ------------------------------------- | ------------------------------------- | ------------------------------------- |
| 1975 | Roberto Visentini                     | Ad Verstijlen                         | Alberto Massucco                      |
| 1976 | Ronald Bessems                        | Corrado Donadio                       | Jiri Korous                           |
| 1977 | Ronny Van Holen                       | Per-Ove Carlsson                      | Edwin Menzi                           |
| 1978 | Vladimir Makarkin                     | Hubert Denstedt                       | Thomas Landis                         |
| 1979 | Greg LeMond                           | Kenny De Maerteleire                  | Jean-François Dury                    |
| 1980 | Roberto Ciampi                        | Eric Vanderaerden                     | Sergej Navolokin                      |
| 1981 | Beat Schumacher                       | Oleg Chuzda                           | Philippe Bouvatier                    |
| 1982 | Roger Six                             | Andreas Lux                           | Jurij Abramov                         |
| 1983 | Søren Lilholt                         | Oleg Emelianov                        | Michael Gozzi                         |
| 1984 | Tom Cordes                            | Franco Cavallini                      | Alex Kjel Pedersen                    |
| 1985 | Raymond Meijs                         | Jevgenij Zagrebelni                   | Jean-Jacques Henry                    |
| 1986 | Michel Zanoli                         | Richard Luppes                        | Bart Leysen                           |
| 1987 | Pavel Tonkov                          | Erik Dekker                           | Josef Lontscharitsch                  |
| 1988 | Gianluca Tarocco                      | Vassili Davidenko                     | Alessandro Bertolini                  |
| 1989 | Patrick Vetsch                        | Danny Sleeckx                         | Steffen Wesemann                      |
| 1990 | Marco Serpellini                      | Igor Dzuba                            | Bogdan Fink                           |
| 1991 | Jeff Evanshine                        | Tony Morphett                         | Eddy Mazzoleni                        |
| 1992 | Giuseppe Palumbo                      | Pasquale Santoro                      | Frank Vandenbroucke                   |
| 1993 | Giuseppe Palumbo                      | Mariano Friedick                      | Michele Rezzani                       |
| 1994 | Miguel Morrás Mangado                 | Laurent Lefèvre                       | Eladio Jiménez                        |
| 1995 | Valentino China                       | Ivan Basso                            | Rinaldo Nocentini                     |
| 1996 | Holger Loew                           | Jacob Nielsen                         | Claudio Astolfi                       |
| 1997 | Crescenzo D'Amore                     | Martin Bolt                           | Margus Salumets                       |
| 1998 | Mark Scanlon                          | Filippo Pozzato                       | Eduard Kivichev                       |
| 1999 | Damiano Cunego                        | Rouslan Kaioumov                      | Christophe Kern                       |
| 2000 | Jeremy Yates                          | Antonio Bucciero                      | Aleksandr Arekejev                    |
| 2001 | Oleksandr Kvatjok                     | Niels Scheuneman                      | Mathieu Perget                        |
| 2002 | Arnaud Gérard                         | Jukka Vastaranta                      | Nicholas Sanderson                    |
| 2003 | Kai Reus                              | Anders Lund                           | Lukaz Fus                             |
| 2004 | Roman Kreuziger                       | Rafaâ Chtioui                         | Simon Špilak                          |
| 2005 | Ivan Rovnyj                           | Timofej Kritskij                      | Sebastian Hans                        |
| 2006 | Diego Ulissi                          | Niki Østergaard                       | Tony Gallopin                         |
| 2007 | Diego Ulissi                          | Daniele Ratto                         | Elia Favilli                          |
| 2008 | Johan Le Bon                          | Mattia Cattaneo                       | Sebastian Lander                      |
| 2009 | Jasper Stuyven                        | Arnaud Demare                         | Marco Haller                          |
| 2010 | Olivier Le Gac                        | Jay McCarthy                          | Jasper Stuyven                        |
| 2011 | Pierre-Henri Lecuisinier              | Martijn Degreve                       | Steven Lammertink                     |
| 2012 | Matej Mohorič                         | Caleb Ewan                            | Josip Rumac                           |
| 2013 | Mathieu van der Poel                  | Mads Pedersen                         | Iltjan Nika                           |
| 2014 | Jonas Bokeloh                         | Alexandr Kulikovskiy                  | Peter Lenderink                       |
| 2015 | Felix Gall                            | Clément Bétouigt-Suire                | Rasmus Pedersen                       |
| 2016 | Jakob Egholm                          | Niklas Markl                          | Reto Muller                           |
| 2017 | Julius Johansen                       | Luca Rastelli                         | Michele Gazzoli                       |
| 2018 | Remco Evenepoel                       | Marius Mayrhofer                      | Alessandro Fancellu                   |
| 2019 | Quinn Simmons                         | Alessio Martinelli                    | Magnus Sheffield                      |
| 2020 | Inställt på grund av COVID19-pandemin | Inställt på grund av COVID19-pandemin | Inställt på grund av COVID19-pandemin |
| 2021 | Per Strand Hagenes                    | Romain Grégoire                       | Madis Mihkels                         |
| 2022 | Emil Herzog                           | António Morgado                       | Vlad Van Mechelen                     |
| 2023 | Albert Philipsen                      | Paul Fietzke                          | Felix Ørn-Kristoff                    |
| 2024 | Lorenzo Mark Finn                     | Sebastian Grindley                    | Senna Remijn                          |

#### Linjelopp: Damer juniorer[15]
| År   | Guld                                  | Silver                                | Brons                                 |
| ---- | ------------------------------------- | ------------------------------------- | ------------------------------------- |
| 1987 | Catherine Marsal                      | Aiga Zagorska                         | Elisabetta Guazzaroni                 |
| 1988 | Gitte Hjørtflod Jensen                | Esther van Verseveld                  | Lotte Schmidt                         |
| 1989 | Deirdre Demet Barry                   | Jessica Grieco                        | Elena Netschajeva                     |
| 1990 | Ina-Yoko Teutenberg                   | Jessica Grieco                        | Daniëlle Overgaag                     |
| 1991 | Elsbeth Vink                          | Sally Dawes                           | Fabiana Luperini                      |
| 1992 | Hanka Kupfernagel                     | Élisabeth Chevanne                    | Marion Borst                          |
| 1993 | Élisabeth Chevanne                    | Cinzia Faccin                         | Karine Boitier                        |
| 1994 | Diana Žiliūtė                         | Alla Epifanova                        | Evi Gensheimer                        |
| 1995 | Andrea Hänni                          | Kerstin ScheIitle                     | Lisbeth Simper                        |
| 1996 | Alessandra D'Ettorre                  | Oksana Saprykina                      | Martina Corazza                       |
| 1997 | Mirella van Melis                     | Nicole Brändli                        | Sofie Andersson                       |
| 1998 | Tina Liebig                           | Olga Zabelinskaja                     | Nathalie Bates                        |
| 1999 | Geneviève Jeanson                     | Trixi Worrack                         | Noemi Cantele                         |
| 2000 | Nicole Cooke                          | Magdalena Sadlecka                    | Clare Hall-Patch                      |
| 2001 | Nicole Cooke                          | Pleuni Möhlmann                       | Maja Włoszczowska                     |
| 2002 | Suzanne de Goede                      | Claudia Stumpf                        | Monica Holler                         |
| 2003 | Loes Markerink                        | Irina Tolmačëva                       | Sabine FisSWIr                        |
| 2004 | Marianne Vos                          | Marta Bastianelli                     | Ellen van Dijk                        |
| 2005 | Mie Bekker Lacota                     | Marianne Vos                          | Rasa Leleivytė                        |
| 2006 | Rasa Leleivytė                        | Marina Romoli                         | Eleonora Patuzzo                      |
| 2007 | Eleonora Patuzzo                      | SWIrise Taylor                        | Valentina Scandolara                  |
| 2008 | Jolien D'Hoore                        | Rossella Callovi                      | Hanna Amend                           |
| 2009 | Rossella Callovi                      | Pauline Ferrand-Prévot                | Susanna Zorzi                         |
| 2010 | Pauline Ferrand-Prévot                | Rossella Ratto                        | Coryn Rivera                          |
| 2011 | Lucy Garner                           | Jessy Druyts                          | Christina Siggaard                    |
| 2012 | Lucy Garner                           | Eline Brustad                         | Anna Stricker                         |
| 2013 | Amalie Dideriksen                     | Anastasija Jakovenko                  | Olena Demidova                        |
| 2014 | Amalie Dideriksen                     | Sofia Bertizzolo                      | Agnieszka Skalniak                    |
| 2015 | Chloé Dygert                          | Emma White                            | Agnieszka Skalniak                    |
| 2016 | Elisa Balsamo                         | Skylar Schneider                      | Susanne Andersen                      |
| 2017 | Elena Pirrone                         | Emma Norsgaard Jørgensen              | Letizia Paternoster                   |
| 2018 | Laura Stigger                         | Marie Le Net                          | Simone Boilard                        |
| 2019 | Megan Jastrab                         | Julie De Wilde                        | Lieke Nooojen                         |
| 2020 | Inställt på grund av COVID19-pandemin | Inställt på grund av COVID19-pandemin | Inställt på grund av COVID19-pandemin |
| 2021 | Zoe Bäckstedt                         | Kaia Schmid                           | Linda Riedmann                        |
| 2022 | Zoe Bäckstedt                         | Eglantine Rayer                       | Nienke Vinke                          |
| 2023 | Julie Bego                            | Cat Ferguson                          | Fleur Moors                           |
| 2024 | Cat Ferguson                          | Paula Ostiz Taco                      | Viktória Chladoňová                   |

### Individuella tempolopp
Individuella världsmästerskap i tempolopp hålls för nedanstående klasser:
| Klass                | Första upplaga | Distans t.o.m. 2024 | Distans fr.o.m. 2025 |
| -------------------- | -------------- | ------------------- | -------------------- |
| Herrar elit (ME)     | 1994           | 40-50 km            | 35-50 km             |
| Damer elit (WE)      | 1994           | 20-30 km            | 30-40 km             |
| Herrar U23 (MU)      | 1996           | 30-40 km            | 30-40 km             |
| Damer U23 (WU)       | 2022           | 20-30 km *          | 20-30 km             |
| Herrar juniorer (MJ) | 1994           | 20-30 km            | 20-30 km             |
| Damer juniorer (WJ)  | 1994           | 10-15 km            | 10-15 km             |

* kördes integrerat med damelitloppet

#### Individuellt tempolopp: Herrar elit[17]
| År   | Guld              | Silver              | Brons                     |
| ---- | ----------------- | ------------------- | ------------------------- |
| 1994 | Chris Boardman    | Andrea Chiurato     | Jan Ullrich               |
| 1995 | Miguel Induráin   | Ábraham Olano       | Uwe Peschel               |
| 1996 | Alex Zülle        | Chris Boardman      | Tony Rominger             |
| 1997 | Laurent Jalabert  | Sergej Gontjar      | Chris Boardman            |
| 1998 | Ábraham Olano     | Melchor Mauri       | Sergej Gontjar            |
| 1999 | Jan Ullrich       | Michael Andersson   | Chris Boardman            |
| 2000 | Sergej Gontjar    | Michael Rich        | László Bodrogi            |
| 2001 | Jan Ullrich       | David Millar        | Santiago Botero           |
| 2002 | Santiago Botero   | Michael Rich        | Igor González de Galdeano |
| 2003 | Michael Rogers*   | Uwe Peschel         | Michael Rich              |
| 2004 | Michael Rogers    | Michael Rich        | Aleksandr Vinokurov       |
| 2005 | Michael Rogers    | Jose Ivan Gutierrez | Fabian Cancellara         |
| 2006 | Fabian Cancellara | David Zabriskie     | Aleksandr Vinokurov       |
| 2007 | Fabian Cancellara | László Bodrogi      | Stef Clement              |
| 2008 | Bert Grabsch      | Svein Tuft          | David Zabriskie           |
| 2009 | Fabian Cancellara | Gustav Larsson      | Tony Martin               |
| 2010 | Fabian Cancellara | David Millar        | Tony Martin               |
| 2011 | Tony Martin       | Bradley Wiggins     | Fabian Cancellara         |
| 2012 | Tony Martin       | Taylor Phinney      | Vasil Kiryjenka           |
| 2013 | Tony Martin       | Bradley Wiggins     | Fabian Cancellara         |
| 2014 | Bradley Wiggins   | Tony Martin         | Tom Dumoulin              |
| 2015 | Vasil Kiryjenka   | Adriano Malori      | Jérôme Coppel             |
| 2016 | Tony Martin       | Vasil Kiryjenka     | Jonathan Castroviejo      |
| 2017 | Tom Dumoulin      | Primož Roglič       | Chris Froome              |
| 2018 | Rohan Dennis      | Tom Dumoulin        | Victor Campenaerts        |
| 2019 | Rohan Dennis      | Remco Evenepoel     | Filippo Ganna             |
| 2020 | Filippo Ganna     | Wout van Aert       | Stefan Küng               |
| 2021 | Filippo Ganna     | Wout van Aert       | Remco Evenepoel           |
| 2022 | Tobias Foss       | Stefan Küng         | Remco Evenepoel           |
| 2023 | Remco Evenepoel   | Filippo Ganna       | Josh Tarling              |
| 2024 | Remco Evenepoel   | Filippo Ganna       | Edoardo Affini            |

* David Millar vann loppet, men erkände senare användande av EPO. 
Därför beslöt UCI att ge segern till andraplacerade Rogers. 

#### Individuellt tempolopp: Damer elit

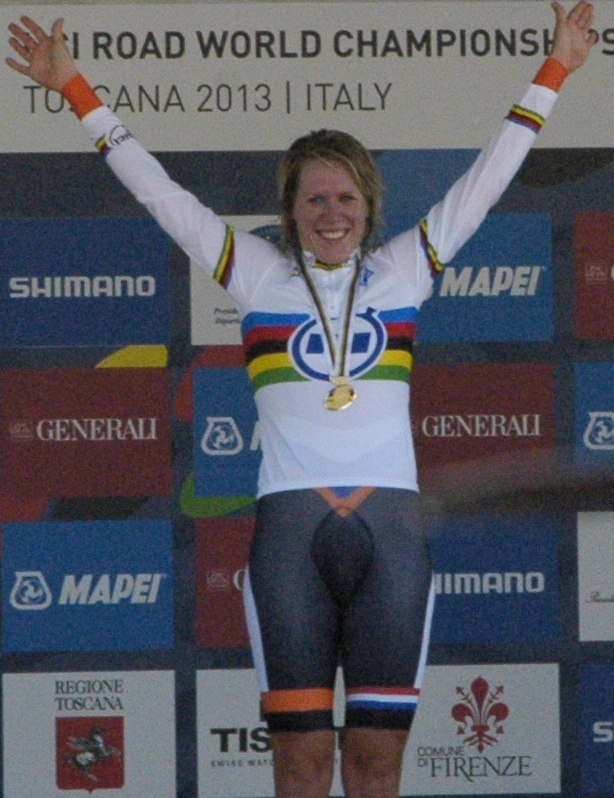
Ellen van Dijk - världsmästare i individuellt tempolopp 2013.

#### Individuellt tempolopp: Herrar U23

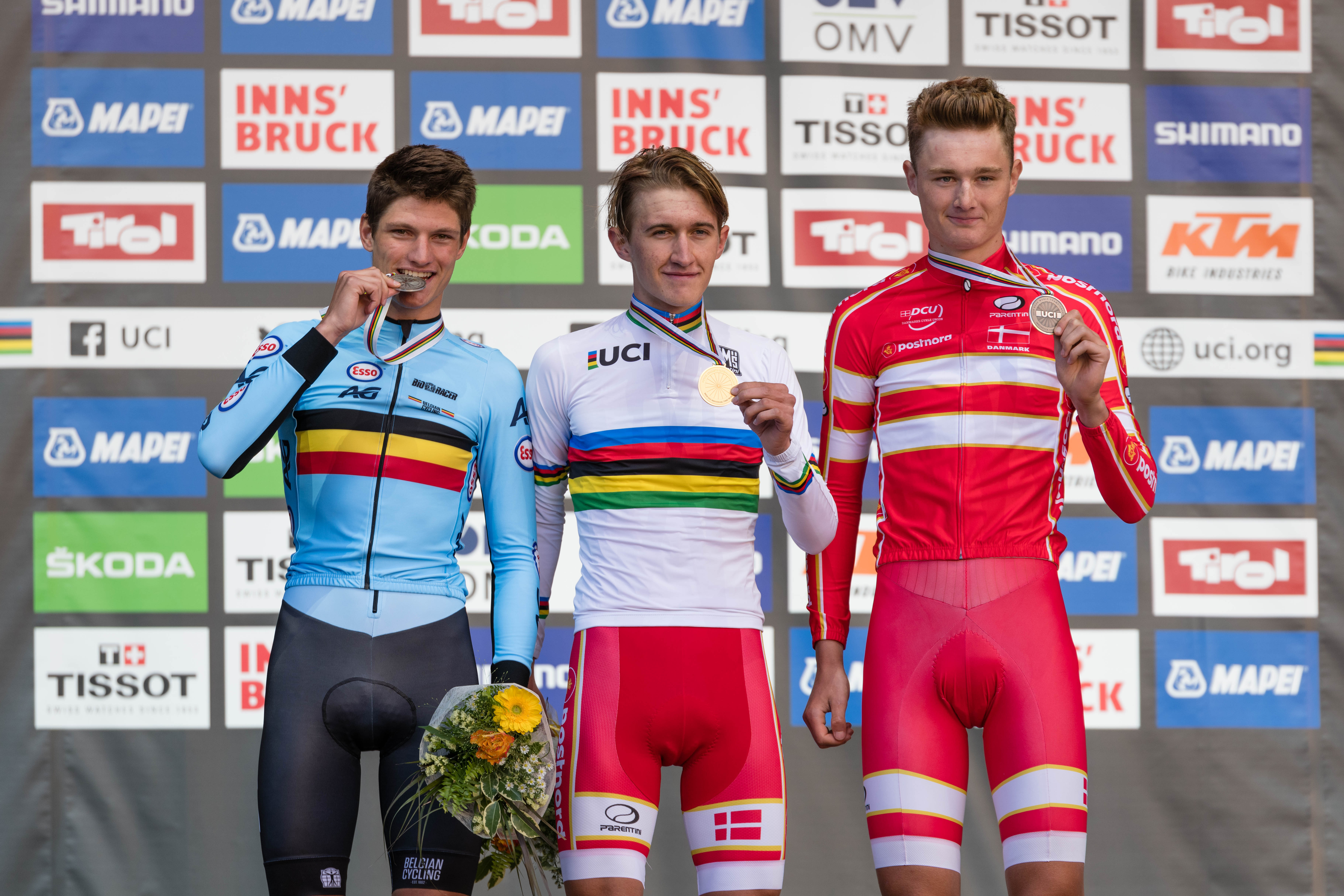
Brent Van Moer, Mikkel Bjerg och Mathias Norsgaard på podiet 2018.

#### Individuellt tempolopp: Damer elit[18]
| År   | Guld                   | Silver                 | Brons                   |
| ---- | ---------------------- | ---------------------- | ----------------------- |
| 1994 | Karen Kurreck          | Anne Samplonius        | Jeannie Longo           |
| 1995 | Jeannie Longo          | Clara Hughes           | Kathryn Watt            |
| 1996 | Jeannie Longo          | Catherine Marsal       | Alessandra Cappellotto  |
| 1997 | Jeannie Longo-Ciprelli | Zulfija Zabirova       | Judith Arndt            |
| 1998 | Leontien van Moorsel   | Zulfija Zabirova       | Hanka Kupfernagel       |
| 1999 | Leontien van Moorsel   | Anna Wilson            | Edita Pučinskaitė       |
| 2000 | Mari Holden            | Jeannie Longo-Ciprelli | Rasa Polikevičiūtė      |
| 2001 | Jeannie Longo-Ciprelli | Nicole Brändli         | Teodora Ruano Sanchon   |
| 2002 | Zulfija Zabirova       | Nicole Brändli         | Karin Thürig            |
| 2003 | Joane Somarriba        | Judith Arndt           | Zulfija Zabirova        |
| 2004 | Karin Thürig           | Judith Arndt           | Zulfija Zabirova        |
| 2005 | Karin Thürig           | Joane Somarriba        | Kristin Armstrong       |
| 2006 | Kristin Armstrong      | Karin Thürig           | Christine Thorburn      |
| 2007 | Hanka Kupfernagel      | Kristin Armstrong      | Christiane Soeder       |
| 2008 | Amber Neben            | Christiane Soeder      | Judith Arndt            |
| 2009 | Kristin Armstrong      | Noemi Cantele          | Linda Melanie Villumsen |
| 2010 | Emma Pooley            | Judith Arndt           | Linda Villumsen         |
| 2011 | Judith Arndt           | Linda Villumsen        | Emma Pooley             |
| 2012 | Judith Arndt           | Evelyn Stevens         | Linda Villumsen         |
| 2013 | Ellen van Dijk         | Linda Villumsen        | Carmen Small            |
| 2014 | Lisa Brennauer         | Hanna Solovey          | Evelyn Stevens          |
| 2015 | Linda Villumsen        | Anna van der Breggen   | Lisa Brennauer          |
| 2016 | Amber Neben            | Ellen van Dijk         | Katrin Garfoot          |
| 2017 | Annemiek van Vleuten   | Anna van der Breggen   | Katrin Garfoot          |
| 2018 | Annemiek van Vleuten   | Anna van der Breggen   | Ellen van Dijk          |
| 2019 | Chloé Dygert Owen      | Anna van der Breggen   | Annemiek van Vleuten    |
| 2020 | Anna van der Breggen   | Marlen Reusser         | Ellen van Dijk          |
| 2021 | Ellen van Dijk         | Marlen Reusser         | Annemiek van Vleuten    |
| 2022 | Ellen van Dijk         | Grace Brown            | Marlen Reusser          |
| 2023 | Chloé Dygert Owen      | Grace Brown            | Christina Schweinberger |
| 2024 | Grace Brown            | Demi Vollering         | Chloé Dygert Owen       |

#### Individuellt tempolopp:  Herrar U23[19]
| År   | Guld                                  | Silver                                | Brons                                 |
| ---- | ------------------------------------- | ------------------------------------- | ------------------------------------- |
| 1996 | Luca Sironi                           | Roberto Sgambelluri                   | Andreas Klöden                        |
| 1997 | Fabio Malberti                        | László Bodrogi                        | David George                          |
| 1998 | Thor Hushovd                          | Frédéric Finot                        | Gianmario Ortenzi                     |
| 1999 | José Iván Gutiérrez                   | Michael Rogers                        | Jevgeni Petrov                        |
| 2000 | Jevgeni Petrov                        | Fabian Cancellara                     | Michael Rogers                        |
| 2001 | Danny Pate                            | Sebastian Lang                        | James Perry                           |
| 2002 | Tomas Vaitkus                         | Aleksandr Bespalov                    | Sergio Paulinho                       |
| 2003 | Markus Fothen                         | Niels Scheuneman                      | Aleksandr Bespalov                    |
| 2004 | Janez Brajkovic                       | Thomas Dekker                         | Vincenzo Nibali                       |
| 2005 | Michail Ignatjev                      | Dmytro Grabovskyj                     | Peter Latham                          |
| 2006 | Dominique Cornu                       | Michail Ignatjev                      | Jérôme Coppel                         |
| 2007 | Lars Boom                             | Michail Ignatjev                      | Jérôme Coppel                         |
| 2008 | Adriano Malori                        | Patrick Gretsch                       | Cameron Meyer                         |
| 2009 | Jack Bobridge                         | Nelson Oliveira                       | Patrick Gretsch                       |
| 2010 | Taylor Phinney                        | Luke Durbridge                        | Marcel Kittel                         |
| 2011 | Luke Durbridge                        | Rasmus Quaade                         | Michael Hepburn                       |
| 2012 | Anton Vorobyev                        | Rohan Dennis                          | Damien Howson                         |
| 2013 | Damien Howson                         | Yoann Paillot                         | Lasse Norman Hansen                   |
| 2014 | Campbell Flakemore                    | Ryan Mullen                           | Stefan Küng                           |
| 2015 | Mads Würtz Schmidt                    | Maximilian Schachmann                 | Lennard Kämna                         |
| 2016 | Marco Mathis                          | Maximilian Schachmann                 | Miles Scotson                         |
| 2017 | Mikkel Bjerg                          | Brandon McNulty                       | Corentin Ermenault                    |
| 2018 | Mikkel Bjerg                          | Brent Van Moer                        | Mathias Norsgaard                     |
| 2019 | Mikkel Bjerg                          | Ian Garrison                          | Brandon McNulty                       |
| 2020 | Inställt på grund av COVID19-pandemin | Inställt på grund av COVID19-pandemin | Inställt på grund av COVID19-pandemin |
| 2021 | Johan Price-Pejtersen                 | Luke Plapp                            | Florian Vermeersch                    |
| 2022 | Søren Wærenskjold                     | Alec Segaert                          | Leo Hayter                            |
| 2023 | Lorenzo Milesi                        | Alec Segaert                          | Hamish McKenzie                       |
| 2024 | Iván Romeo                            | Jakob Söderqvist                      | Jan Christen                          |

#### Individuellt tempolopp: Damer U23
Från 2022 utses även en världsmästare i damernas U23-klass. Till och med 2024 avgjordes denna klass inom loppet för damelit-klassen, men från 2025 kommer den att hållas separat.
| År   | Guld                | Silver             | Brons               |
| ---- | ------------------- | ------------------ | ------------------- |
| 2022 | Vittoria Guazzini   | Shirin van Anrooij | Ricarda Bauernfeind |
| 2023 | Antonia Niedermaier | Cédrine Kerbaol    | Julie de Wilde      |
| 2024 | Antonia Niedermaier | Jasmin Liechti     | Julie de Wilde      |

#### Individuellt tempolopp: Herrar juniorer[20]
| År   | Guld                                  | Silver                                | Brons                                 |
| ---- | ------------------------------------- | ------------------------------------- | ------------------------------------- |
| 1994 | Dean Rogers                           | Heat Sandall                          | Laurent Lefèvre                       |
| 1995 | Joshua Kane Collingwood               | Mirko Lauria                          | Cadel Evans                           |
| 1996 | Simone Lo Vano                        | Mathew Hayman                         | Jurij Krivtsov                        |
| 1997 | Torsten Hiekmann                      | Michael Rogers                        | Aleksej Markov                        |
| 1998 | Fabian Cancellara                     | Torsten Hiekmann                      | Filippo Pozzato                       |
| 1999 | Fabian Cancellara                     | Ruslan Kaioumov                       | Christian Knees                       |
| 2000 | Piotr Mazur                           | Vladimir Gusev                        | Christian Müller                      |
| 2001 | Jurgen Van Den Broeck                 | Oleksandr Kvatjok                     | Niels Scheuneman                      |
| 2002 | Michail Ignatjev                      | Mark Jamieson                         | Vincenzo Nibali                       |
| 2003 | Michail Ignatjev                      | Dmytro Grabovskyj                     | Viktor Renäng                         |
| 2004 | Patrick Gretsch                       | Roman Kreuziger                       | Stefan Schäfer                        |
| 2005 | Marcel Kittel                         | Aleksandr Pliuşkin                    | Siarhei Papok                         |
| 2006 | Marcel Kittel                         | Etienne Pierret                       | Tony Gallopin                         |
| 2007 | Taylor Phinney                        | John Degenkolb                        | Nikita Novikov                        |
| 2008 | Michał Kwiatkowski                    | Jakob Steigmiller                     | Taylor Phinney                        |
| 2009 | Luke Durbridge                        | Lawson Craddock                       | Lasse Norman Hansen                   |
| 2010 | Bob Jungels                           | Jasha Sütterlin                       | Lawson Craddock                       |
| 2011 | Mads Würtz Schmidt                    | James Oram                            | David Edwards                         |
| 2012 | Oskar Svendsen                        | Matej Mohoric                         | Maximilian Schachmann                 |
| 2013 | Igor Decraene                         | Mathias Krigbaum                      | Zeke Mostov                           |
| 2014 | Lennard Kämna                         | Adrien Costa                          | Michael Storer                        |
| 2015 | Leo Appelt                            | Adrien Costa                          | Brandon McNulty                       |
| 2016 | Brandon McNulty                       | Mikkel Bjerg                          | Ian Garrison                          |
| 2017 | Tom Pidcock                           | Antonio Puppio                        | Filip Maciejuk                        |
| 2018 | Remco Evenepoel                       | Lucas Plapp                           | Andrea Piccolo                        |
| 2019 | Antonio Tiberi                        | Enzo Leijnse                          | Marco Brenner                         |
| 2020 | Inställt på grund av COVID19-pandemin | Inställt på grund av COVID19-pandemin | Inställt på grund av COVID19-pandemin |
| 2021 | Gustav Wang                           | Josh Tarling                          | Alec Segaert                          |
| 2022 | Josh Tarling                          | Hamish McKenzie                       | Emil Herzog                           |
| 2023 | Oscar Chamberlain                     | Ben Wiggins                           | Louis Leidert                         |
| 2024 | Paul Seixas                           | Jasper Schoofs                        | Matisse van Kerckhove                 |

#### Individuellt tempolopp: Damer juniorer[21]
| År   | Guld                                  | Silver                                | Brons                                 |
| ---- | ------------------------------------- | ------------------------------------- | ------------------------------------- |
| 1994 | Chiara Mariani                        | Evi Gensheimer                        | Ita Krijanowskaja                     |
| 1995 | Linda Visentin                        | Christina Becker                      | Tetjana Stjazjkina                    |
| 1996 | Rachel Linke                          | Natascha Klewitz                      | Samanta Loschi                        |
| 1997 | Olga Sabelinskaja                     | Sylvia Hübscher                       | Maria Cagigas Amedo                   |
| 1998 | Trixi Worrack                         | Olga Sabelinskaja                     | Geneviève Jeanson                     |
| 1999 | Geneviève Jeanson                     | Juliette Vandekerkhove                | Trixi Worrack                         |
| 2000 | Juliette Vandekerkhove                | Katherine Bates                       | Bertine Spijkerman                    |
| 2001 | Nicole Cooke                          | Natalia Boiarskaja                    | Diana Elmentaitė                      |
| 2002 | Anna Zugno                            | Tatiana Guderzo                       | Claudia Hecht                         |
| 2003 | Bianca Knöpfle                        | Loes Markerink                        | Iris Slappendel                       |
| 2004 | Tereza Huříková                       | Rebecca Much                          | Amanda Spratt                         |
| 2005 | Lisa Brennauer                        | Tereza Huříková                       | Mie Bekker Lacota                     |
| 2006 | Rebecca Spence                        | Lessja Kalytowska                     | Mie Bekker Lacota                     |
| 2007 | Josephine Tomic                       | Walerija Kononenko                    | Jerika Hutchinson                     |
| 2008 | Maria Grandt Petersen                 | Walerija Kononenko                    | Laura Dittmann                        |
| 2009 | Hanna Solowej                         | Pauline Ferrand-Prévot                | Jelysaweta Oschurkowa                 |
| 2010 | Hanna Solowej                         | Pauline Ferrand-Prévot                | Amy Cure                              |
| 2011 | Jessica Allen                         | Elinor Barker                         | Mieke Kröger                          |
| 2012 | Elinor Barker                         | Cecilie Ludwig                        | Demi de Jong                          |
| 2013 | Séverine Eraud                        | Alexandria Nicholls                   | Alexandra Manly                       |
| 2014 | Macey Stewart                         | Pernille Mathiesen                    | Anna-Leeza Hull                       |
| 2015 | Chloé Dygert                          | Emma White                            | Anna-Leeza Hull                       |
| 2016 | Karlijn Swinkels                      | Lisa Morzenti                         | Juliette Labous                       |
| 2017 | Elena Pirrone                         | Alessia Vigilia                       | Madeleine Fasnacht                    |
| 2018 | Rozemarijn Ammerlaan                  | Camilla Alessio                       | Elynor Bäckstedt                      |
| 2019 | Aigul Garejeva                        | Shirin van Anrooi                     | Elynor Bäckstedt                      |
| 2020 | Inställt på grund av COVID19-pandemin | Inställt på grund av COVID19-pandemin | Inställt på grund av COVID19-pandemin |
| 2021 | Aljona Ivantsjenko                    | Zoe Bäckstedt                         | Alec Segaert                          |
| 2022 | Zoe Bäckstedt                         | Justyna Czapla                        | Febe Jooris                           |
| 2023 | Felicity Wilson-Haffenden             | Isabel Sharp                          | Federica Venturelli                   |
| 2024 | Cat Ferguson                          | Viktória Chladoňová                   | Imogen Wolff                          |

### Lagtempolopp

#### Lagtempo: Herrar amatörer[22]

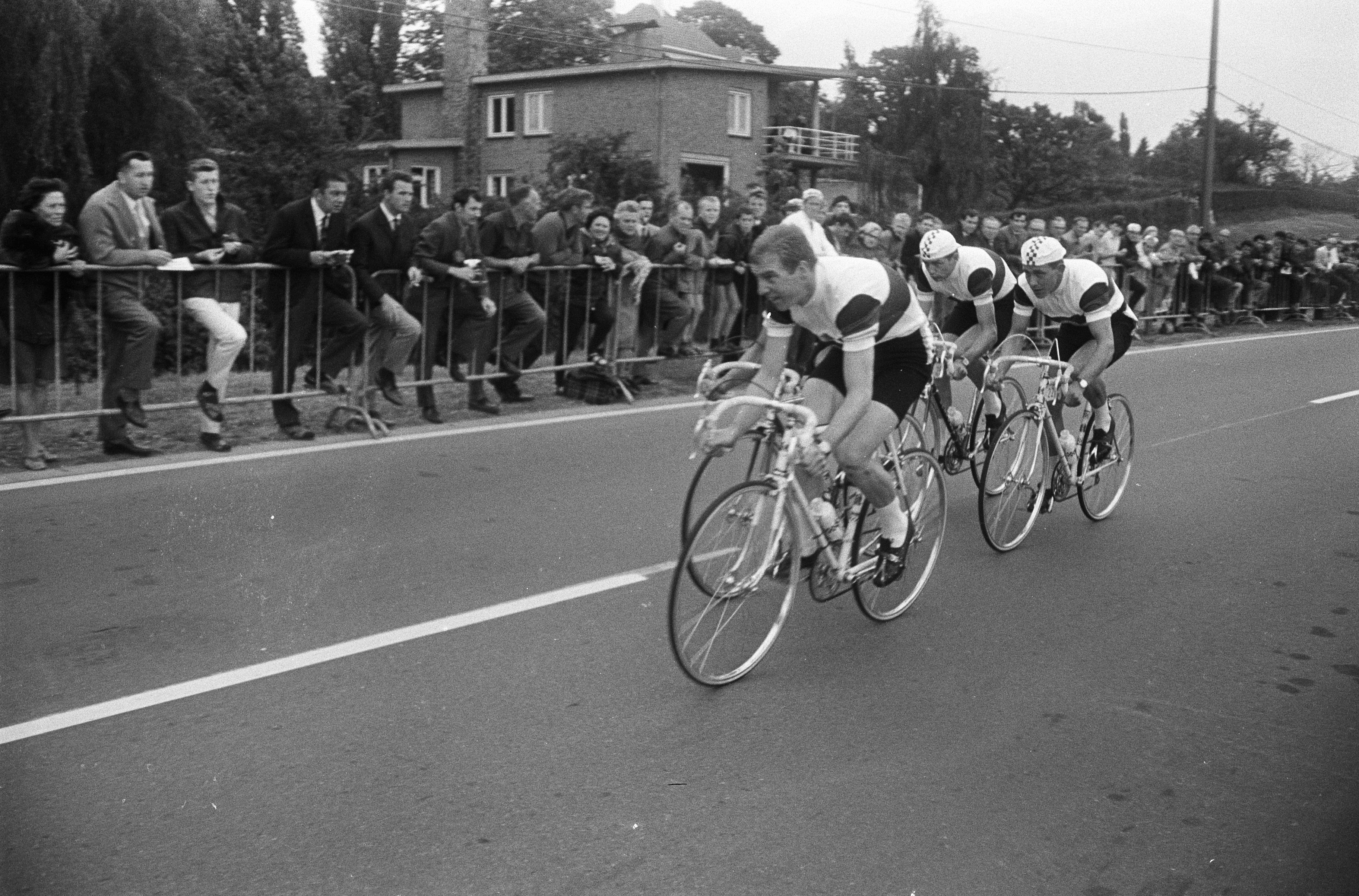
Nederländerna under lagtempoloppet vid VM för amatörer 1967

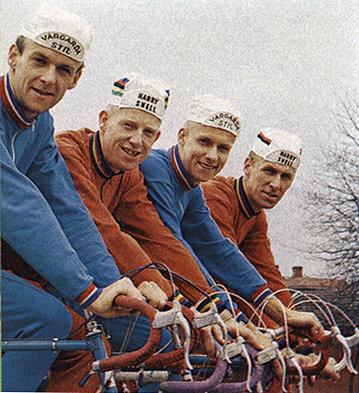
"Bröderna Fåglum" från Sverige blev världsmästare i lagtempo 1967, 1968 och 1969.

Lagtempolopp för nationslag med amatörer arrangerades 1962-1994. De kördes med fyramannalag och sträckan var (cirka) 100 km.
| År   | Guld                                                                                                  | Silver | Brons                                                                                            |
| ---- | --- | --- | ------------------------------------------------------------------------------------------------ |
| 1962 | Italien - Mario Maino - Antonio Tagliani - Dino Zandegù - Danilo Grassi                               | Danmark - Ole Ritter - Vagn Bangsborg - Mogens Tvilling - Ole Krøier                                           | Uruguay - Ruben Etchebarne - Juan Jose Timon - Vid Cencic - Rene Pezzati                         |
| 1963 | Frankrike - Michel Bechet - Dominique Motte - Marcel Ernest Bidault - Georges Chappe                  | Italien - Mario Maino - Pasquale Fabbri - Danilo Grassi - Dino Zandegù                                         | Sovjetunionen - Viktor Kapitonov - Gainan Saidschushin - Yuri Melichov - Anatoli Olizarenko      |
| 1964 | Italien - Severino Andreoli - Luciano Dalla Bona - Pietro Guerra - Ferruccio Manza                    | Spanien - Gines Garcia - Jose-Ramon Goyeneche - Ramón Sáez - Luis Pedro Santamarina                            | Belgien - Rene Heuvelmans - Roland De Neve - Roland Van De Rijse - Albert Van Vlierberghe        |
| 1965 | Italien - Pietro Guerra - Luciano Dalla Bona - Mino Denti - Giuseppe Soldi                            | Spanien - Ventura Diaz - José Manuel López - José Manuel Lasa - Domingo Perurena                               | Frankrike - André Desvages - Gerard Swertvaeger - Henri Heintz - Claude Lechatelier              |
| 1966 | Danmark - Verner Blaudzun - Jørgen Emil Hansen - Ole Højlund - Flemming Visborg                       | Nederländerna - Eddy Beugels - Tiemen Groen - Harry Steevens - Rini Wagtmans                                   | Italien - Attilio Benfatto - Luciano Dalla Bona - Mino Denti - Pietro Guerra                     |
| 1967 | Sverige - Erik Pettersson - Gösta Pettersson - Sture Pettersson - Tomas Pettersson                    | Danmark - Verner Blaudzun - Jørgen Emil Hansen - Leif Mortensen - Henning Pedersen                             | Italien - Lorenzo Bosisio - Benito Pigato - Vittorio Marcelli - Flavio Martini                   |
| 1968 | Sverige - Erik Pettersson - Gösta Pettersson - Sture Pettersson - Tomas Pettersson                    | Schweiz - Bruno Hubschmid - Robert Thalmann - Walter Burki - Erich Spahn                                       | Italien - Vittorio Marcelli - Flavio Martini - Giovanni Bramucci - Benito Pigato                 |
| 1969 | Sverige - Erik Pettersson - Gösta Pettersson - Sture Pettersson - Tomas Pettersson                    | Danmark - Mogens Frey - Jørgen Emil Hansen - Jørgen Lund - Leif Mortensen                                      | Schweiz - Xavier Kurmann - Bruno Hubschmid - Josef Fuchs - Walter Burki                          |
| 1970 | Sovjetunionen - Valery Yardy - Viktor Sokolov - Boris Shoukov - Valeri Likatchev                      | Tjeckien - Jiri Mainus - František Řezáč - Milan Puzrla - Petr Matousek                                        | Nederländerna - Fedor den Hertog - Popke Oosterhof - Tino Tabak - Adri Duyker                    |
| 1971 | Belgien - Gustaaf Hermans - Gustaaf Van Cauter - Louis Verreydt - Ludo Van Der Linden                 | Nederländerna - Fedor den Hertog - Adri Duyker - Fritz Schur - Aad van den Hoek                                | Polen - Edward Barcik - Stanisław Szozda - Jan Smyrak - Lucjan Lis                               |
| 1972 | Inställt på grund av sommar-OS                                                                        | Inställt på grund av sommar-OS                                                                                 | Inställt på grund av sommar-OS                                                                   |
| 1973 | Polen - Lucjan Lis - Ryszard Szurkowski - Stanisław Szozda - Tadeusz Mytnik                           | Sovjetunionen - Gennady Komnatov - Youri Mikhailov - Boris Shoukov - Sergey Sinizin                            | Sverige - Tord Filipsson - Lennart Fagerlund - Leif Hansson - Sven-Åke Nilsson                   |
| 1974 | Sverige - Lennart Fagerlund - Bernt Johansson - Tord Filipsson - Sven-Åke Nilsson                     | Sovjetunionen - Gennady Komnatov - Rinat Szarafaoulin - Vladimir Kaminski - Valery Chaplygin                   | Östtyskland - Hans-Joachim Hartnick - Karl Dietrich Diers - Horst Tischoff - Gerhard Lauke       |
| 1975 | Polen - Tadeusz Mytnik - Mieczyslaw Nowicki - Ryszard Szurkowski - Stanisław Szozda                   | Sovjetunionen - Gennady Komnatov - Valery Chaplygin - Aavo Pikkuus - Vladimir Kaminski                         | Tjeckien - Petr Matousek - Vlastimil Moravec - Vladimir Vondracek - Petr Buchacek                |
| 1976 | Inställt på grund av sommar-OS                                                                        | Inställt på grund av sommar-OS                                                                                 | Inställt på grund av sommar-OS                                                                   |
| 1977 | Sovjetunionen - Valery Chaplygin - Aavo Pikkuus - Vladimir Kaminski - Anatoli Chukanov                | Italien - Mirko Bernardi - Mauro De Pellegrin - Vito Da Ros - Dino Porrini                                     | Polen - Tadeusz Mytnik - Mieczyslaw Nowicki - Stanisław Szozda - Czesław Lang                    |
| 1978 | Nederländerna - Guus Bierings - Bert Oosterbosch - Bart van Est - Jan van Houwelingen                 | Sovjetunionen - Aavo Pikkuus - Vladimir Kaminski - Alguimantus Goushavitchous - Vladimir Kouznetsov            | Schweiz - Gilbert Glaus - Stefan Mutter - Richard Trinkler - Kurt Ehrensperger                   |
| 1979 | Östtyskland - Bernd Drogan - Hans-Joachim Hartnick - Andreas Petermann - Falk Boden                   | Polen - Jan Jankiewicz - Czesław Lang - Stefan Ciekanski - Witold Plutecki                                     | Norge - Geir Digerud - Morten Sæther - Jostein Wilmann - Hans Petter Ødegård                     |
| 1980 | Inställt på grund av sommar-OS                                                                        | Inställt på grund av sommar-OS                                                                                 | Inställt på grund av sommar-OS                                                                   |
| 1981 | Östtyskland - Falk Boden - Bernd Drogan - Mario Kummer - Olaf Ludwig                                  | Sovjetunionen - Youri Kashirin - Oleg Logvin - Sergej Kadazki - Anatoli Yarkin                                 | Tjeckien - Milan Jurčo - Michal Klasa - Alipi Kostadinov - Jiří Škoda                            |
| 1982 | Nederländerna - Maarten Ducrot - Gerard Schipper - Gerrit Solleveld - Frits Van Bindsbergen           | Schweiz - Alfred Achermann - Daniel Heggli - Richard Trinkler - Urs Zimmermann                                 | Sovjetunionen - Youri Kashirin - Oleg Logvin - Sergej Voronin - Oleg Tchugda                     |
| 1983 | Sovjetunionen - Youri Kashirin - Sergej Novolokin - Oleg Tchugda - Alexandre Zinoviev                 | Schweiz - Daniel Heggli - Heinz Imboden - Othmar Haefliger - Benno Wiss                                        | Norge - Terje Gjengaar - Dag Hopen - Hans Petter Ødegård - Tom Pedersen (cyklist) - Tom Pedersen |
| 1984 | Inställt på grund av sommar-OS                                                                        | Inställt på grund av sommar-OS                                                                                 | Inställt på grund av sommar-OS                                                                   |
| 1985 | Sovjetunionen - Vassili Jdanov - Viktor Klimov - Igor Sumnikov - Alexandre Zinoviev                   | Tjeckien - Vladimir Hruza - Milan Jurčo - Michal Klasa - Milan Kren                                            | Italien - Marcello Bartalini - Massimo Podenzana - Eros Poli - Claudio Vandelli                  |
| 1986 | Nederländerna - Tom Cordes - Gerrit de Vries (cyklist) - Gerrit de Vries - John Talen - Rob Harmeling | Italien - Eros Poli - Massimo Podenzana - Mario Scirea - Flavio Vanzella                                       | Östtyskland - Uwe Ampler - Uwe Raab - Mario Kummer - Dan Radtke                                  |
| 1987 | Italien - Roberto Fortunato - Eros Poli - Mario Scirea - Flavio Vanzella                              | Sovjetunionen - Viktor Klimov - Asjat Mansurowitsch Saitow - Asjat Saitow - Igor Sumnikov - Evgueni Zagrebelny | Österrike - Helmut Wechselberger - Bernard Rassinger - Mario Traxl - Johann Lienhart             |
| 1988 | Inställt på grund av sommar-OS                                                                        | Inställt på grund av sommar-OS                                                                                 | Inställt på grund av sommar-OS                                                                   |
| 1989 | Östtyskland - Mario Kummer - Maik Landsmann - Jan Schur - Falk Boden                                  | Polen - Zenon Jaskuła - Joachim Halupczok - Marek Leśniewski - Andrzej Sypytkowski                             | Sovjetunionen - Youri Manouylov - Viktor Klimov - Evgueni Zagrebelny - Oleg Galkin               |
| 1990 | Sovjetunionen - Oleg Galkin - Rouslan Zotov - Igor Patenko - Alexander Markovich                      | Östtyskland - Maik Landsmann - Uwe Peschel - Uwe Berndt - Falk Boden                                           | Västtyskland - Rolf Aldag - Kai Hundertmarck - Raimund Lehnert - Michael Rich                    |
| 1991 | Italien - Flavio Anastasia - Luca Colombo - Gianfranco Contri - Andrea Peron                          | Tyskland - Uwe Berndt - Bernd Dittert - Uwe Peschel - Michael Rich                                             | Norge - Stig Kristiansen - Johnny Sæther - Roar Skaane - Bjørn Stenersen                         |
| 1992 | Inställt på grund av sommar-OS                                                                        | Inställt på grund av sommar-OS                                                                                 | Inställt på grund av sommar-OS                                                                   |
| 1993 | Italien - Cristian Salvato - Gianfranco Contri - Rossano Brasi - Rosario Fina                         | Tyskland - Christian Meyer - Uwe Peschel - Michael Rich - Andreas Walzer                                       | Schweiz - Roman Jeker - Beat Meister - Markus Kennel - Roland Meier                              |
| 1994 | Italien - Cristian Salvato - Gianfranco Contri - Gianluca Colombo - Dario Andriotto                   | Frankrike - Jean-Francois Anti - Dominique Bozzi - Pascal Derame - Christophe Moreau                           | Tyskland - Ralf Grabsch - Uwe Peschel - Michael Rich - Jan Schaffrath                            |

#### Lagtempo: Herrar juniorer[24]
1974 kördes ett europamästerskap i lagtempo och året därpå gjordes detta om till officiellt världsmästerkap. Loppet kördes med fyramanna nationslag på en distans mellan 63 och 75 km (vanligen 70 km) vid de separata juniormästerskapen fram till och med 1993, då grenen ersattes av individuella tempolopp.
| År   | Guld                                                                                       | Silver                                                                                        | Brons |
| ---- | ------------------------------------------------------------------------------------------ | --------------------------------------------------------------------------------------------- | --- |
| 1975 | Sovjetunionen - Juri Zajac - Sergei Schelpakov - Vladimir Schapovalov - Danilo Grassi      | Polen - Piotr Dobraszak - Vitold Mokiejewski - Zbignew Pieta - Andrzej Piotrowski             | Östtyskland - Detlef Macha - Andreas Petermann - Siegbert Schmeisser - Volker Winkler                    |
| 1976 | Italien - Corrado Donadio - Gianni Giacomini - Ivano Maffei - Allessandro Primavera        | Sovjetunionen - Viktor Skrebnikov - Igor Shirikov - Vjatcheslav Dedenov - Pavel Lazarew       | Polen - Bogdan Bezdzietny - Witold Mokiejewski - Stefan Ciekański - Andrzej Pajor                        |
| 1977 | Östtyskland - Thomas Barth - Falk Boden - André Kluge - Olaf Ludwig                        | Sovjetunionen - Andrej Apressov - Oleg Logvin - Juri Kachirin - Vladimir Korjov               | Italien - Pierangelo Bincoletto - Daniele Caroli - Maurizio Reali - Walter Pettinati                     |
| 1978 | Östtyskland - Thomas Barth - Falk Boden - Udo Smektalla - Olaf Ludwig                      | Sovjetunionen - Alguis Vaitkus - Vladimir Makarkin - Oleg Fliskin - Viktor Chripuskin         | USA - Greg LeMond - Jeff Bradley - Greg Demgen - Ron Kiefel                                              |
| 1979 | Sovjetunionen - Sergej Staroduptsjev - Viktor Demidenko - Vladimir Volosjin - Sergej Tjapk | Sverige - Per Christiansen - Joha Narkiniemi - Håkan Jensen - Thomas Rask                     | USA - Greg LeMond - Jeff Bradley - Mark Frise - Andrew Hampsten                                          |
| 1980 | Sovjetunionen - Oleg Tjusjda - Viktor Demidenko - Sergej Tjapk - Sergej Voronin            | USA - Gavin Chilcott - Lee Fleming - Steve Manthey - Andrew Hampsten                          | Danmark - Brian Sørensen - Vang Scharling - Rene Andersen - Jens Veggerby                                |
| 1981 | Östtyskland - Dan Radtke - Ralf Wodynski - Frank Jesse - Uwe Ampler                        | Sovjetunionen - Nikolaj Krivosjejev - Ajguirdas Schneka - Sergej Navolokin - Rinat Nourdinov  | Sverige - Mats Andersson - Magnus Knutsson - Stefan Brykt - Lars Wahlqvist                               |
| 1982 | Östtyskland - Jens Heppner - Jan Glossmann - Andreas Lux - Uwe Ampler                      | Sovjetunionen - Juri Abramov - Alexej Komine - Asjat Saitov - Vladimir Sjevtjenko             | Danmark - Kim Eriksen - Lars N. Jensen - Lars B. Jensen - Per Pedersen                                   |
| 1983 | Danmark - Søren Lilholt - Alex Pedersen - Rolf Sørensen - Kim Olsen                        | Sovjetunionen - Oleg Jermolajev - Vatslavas Gumuliauskas - Asjat Saitov - Alexej Siluk        | USA - Roy Knickman - David Farmer - Tim Hinz - Tony Palmer                                               |
| 1984 | Sovjetunionen - Nikolaj Rasuvajev - Pjotr Gekovskij - Igor Sumnikov - Sergej Kapustin      | USA - Peter Howard - David Farmer - Tim Hinz - Tony Palmer                                    | Nederländerna - Tom Cordes - Stephan Rakers - Herbert Dijkstra - Gerrit de Vries                         |
| 1985 | Italien - Mario Cipollini - Maurizio Dametto - David Gallerani - Adriano Lorenzi           | Sovjetunionen - Alexander Datsjuk - Valerij Sapronov - Jevgenij Sagrebelnij - Sergej Kapustin | Nederländerna - Patrick Coone - Jan Hendrik Dekker - Michel Zanoli - Gerrit de Vries                     |
| 1986 | Italien - Luca Colombo - Mauro Consonni - Roberto Maggioni - Paolo Morandi                 | Sovjetunionen - Igor Patenko - Andrej Olchov - Viktor Sjelkovskij - Vladimir Panassenko       | Östtyskland - Gerd Audehm - Bert Dietz - Steffen Rein - Ronald Rauch                                     |
| 1987 | Italien - Luca Colombo - Luca Daddi - Rosario Fina - Gianluca Tarocco                      | Sovjetunionen - Igor Patenko - Sabir Sulejmanov - Oleg Polovnikov - Pavel Tonkov              | Nederländerna - Antoine Lagerwey - Maarten den Bakker - Robert van de Vin - Gerard Kemper                |
| 1988 | Italien - Andrea Peron - Alessandro Baciocchini - Gianfranco Contri - Gianluca Tarocco     | Tjeckien - Milan Dvorščík - Thomas Krc - Pavel Padrnos - František Trkal                      | Sovjetunionen - Alexander Markovnitsjenko - Alexander Ossipov - Sergej Savinotsjkin - Dmitrij Tjerkasjin |
| 1989 | Italien - Andrea Peron - Rossano Brasi - Cristian Salvato - Davide Rebellin                | Nederländerna - Marcel Vent - Patrick van Dijken - Servais Knaven - Richard Groenendaal       | Sovjetunionen - Alexander Kalugin - Vladimir Abramov - Vladimir Duma - Anatolij Bagdavitsj               |
| 1990 | Sovjetunionen - Sergej Autko - Pavel Tjerkasov - Igor Dsjuba - Mikael Tuze                 | Italien - Nicola Giacomazzi - Rossano Brasi - Mauro Monaro - Daniele Nardello                 | Polen - Dariusz Baranowski - Artur Krzeszowiec - Grzegorz Rosolinski - Bernhard Wierzbinski              |
| 1991 | Sovjetunionen - Dimitri Murachko - Aleksej Koslov - Mikael Teterjuk - Igor Bontsjukov      | USA - Matthew Johnson - Chris Wherry - Fred Rodriguez - George Hincapie                       | Spanien - Victoriano Fernández - José Antonio Gil - Igor González - Valentin Zubieta                     |
| 1992 | Italien - Alessandro Romio - Marco Velo - Massimiliano Martini - Massimiliano Mori         | Polen - Paweł Niedźwiecki - Marcin Gębka - Piotr Przydział - Bernard Bocian                   | Frankrike - Franck Trotel - James Jardillier - Anthony Langella - Franck Perque                          |
| 1993 | Italien - Oscar Biason - Flavio Zandarin - Massimiliano Martini - Ruggiero Tarraco         | Tyskland - Jörg Jaksche - John Paul Fürus - Patrik Burkhardt - Jörg Ludewig                   | Tjeckien - Bronislaw Fialkowski - Pavel Prchal - Ondřej Sosenka - Jozef Žabka                            |

#### Lagtempo: Herrar professionella stall[25]

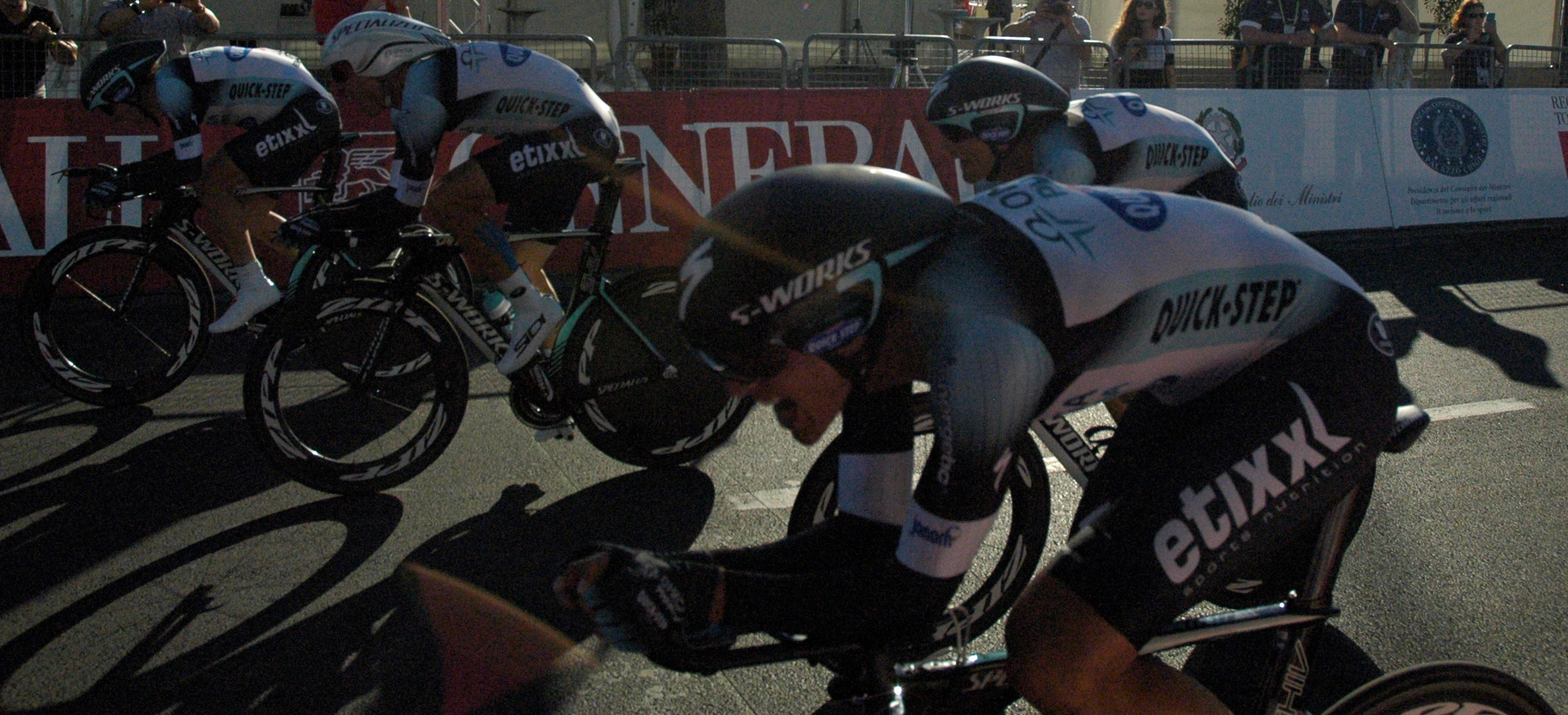
Omega Pharma-Quick Step vid målgång 2013.

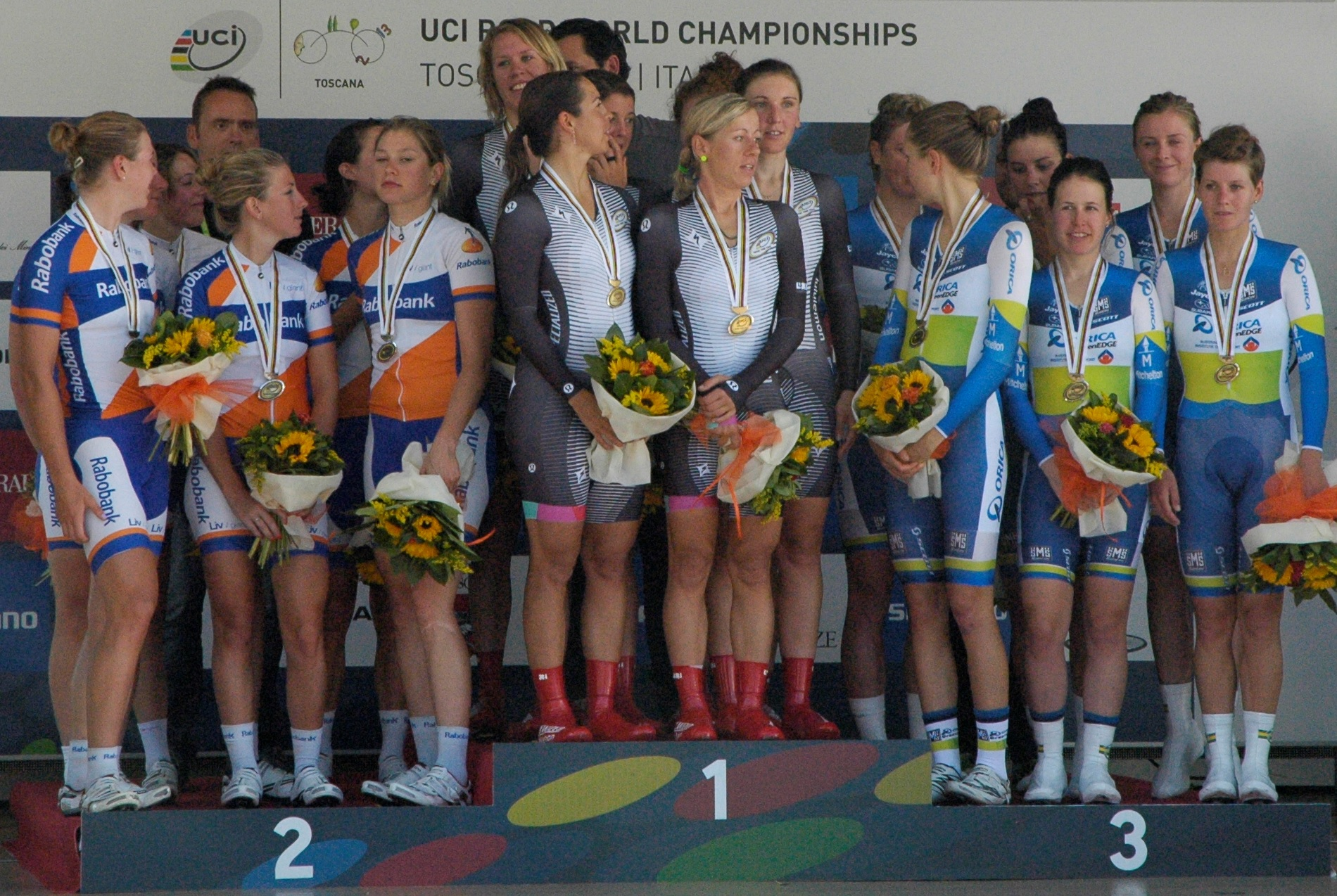
Medaljörena i damernas lagtempo 2013.

Från 2012 till 2018 kördes världsmästerskapens tempolopp för professionella lag.
| År   | Guld | Silver | Brons |
| ---- | --- | --- | --- |
| 2012 | Omega Pharma–Quick-Step | BMC Racing Team | Orica–GreenEDGE |
| 2012 | Tom Boonen (BEL) · Sylvain Chavanel (FRA) · Tony Martin (GER) · Niki Terpstra (NED) · Kristof Vandewalle (BEL) · Peter Velits (SVK)         | Alessandro Ballan (ITA) · Philippe Gilbert (BEL) · Taylor Phinney (USA) · Marco Pinotti (ITA) · Manuel Quinziato (ITA) · Tejay van Garderen (USA) | Sam Bewley (NZL) · Luke Durbridge (AUS) · Sebastian Langeveld (NED) · Cameron Meyer (AUS) · Jens Mouris (NED) · Svein Tuft (CAN)                |
| 2013 | Omega Pharma–Quick-Step | Orica–GreenEDGE | Team Sky |
| 2013 | Sylvain Chavanel (FRA) · Michał Kwiatkowski (POL) · Tony Martin (GER) · Niki Terpstra (NED) · Kristof Vandewalle (BEL) · Peter Velits (SVK) | Luke Durbridge (AUS) · Michael Hepburn (AUS) · Daryl Impey (RSA) · Brett Lancaster (AUS) · Jens Mouris (NED) · Svein Tuft (CAN)                   | Edvald Boasson Hagen (NOR) · Chris Froome (GBR) · Vasil Kiryjenka (BLR) · Richie Porte (AUS) · Kanstantsin Siŭtsoŭ (BLR) · Geraint Thomas (GBR) |
| 2014 | BMC Racing Team | Orica–GreenEDGE | Omega Pharma–Quick-Step |
| 2014 | Rohan Dennis (AUS) · Silvan Dillier (SUI) · Daniel Oss (ITA) · Manuel Quinziato (ITA) · Tejay van Garderen (USA) · Peter Velits (SVK)       | Luke Durbridge (AUS) · Michael Hepburn (AUS) · Damien Howson (AUS) · Brett Lancaster (AUS) · Jens Mouris (NED) · Svein Tuft (CAN)                 | Tom Boonen (BEL) · Michał Kwiatkowski (POL) · Tony Martin (GER) · Pieter Serry (BEL) · Niki Terpstra (NED) · Julien Vermote (BEL)               |
| 2015 | BMC Racing Team | Etixx–Quick-Step | Movistar Team |
| 2015 | Rohan Dennis (AUS) · Silvan Dillier (SUI) · Stefan Küng (SUI) · Daniel Oss (ITA) · Taylor Phinney (USA) · Manuel Quinziato (ITA)            | Tom Boonen (BEL) · Michał Kwiatkowski (POL) · Yves Lampaert (BEL) · Tony Martin (GER) · Niki Terpstra (NED) · Rigoberto Urán (COL)                | Andrey Amador (CRC) · Jonathan Castroviejo (ESP) · Alex Dowsett (GBR) · Ion Izagirre (ESP) · Adriano Malori (ITA) · Jasha Sütterlin (GER)       |
| 2016 | Etixx–Quick-Step | BMC Racing Team | Orica–BikeExchange |
| 2016 | Bob Jungels (LUX) · Marcel Kittel (GER) · Yves Lampaert (BEL) · Tony Martin (GER) · Niki Terpstra (NED) · Julien Vermote (BEL)              | Rohan Dennis (AUS) · Stefan Küng (SUI) · Daniel Oss (ITA) · Taylor Phinney (USA) · Manuel Quinziato (ITA) · Joey Rosskopf (USA)                   | Luke Durbridge (AUS) · Alex Edmondson (AUS) · Michael Hepburn (AUS) · Daryl Impey (RSA) · Michael Matthews (AUS) · Svein Tuft (CAN)             |
| 2017 | Team Sunweb | BMC Racing Team | Team Sky |
| 2017 | Tom Dumoulin (NED) · Lennard Kämna (GER) · Wilco Kelderman (NED) · Søren Kragh Andersen (DEN) · Michael Matthews (AUS) · Sam Oomen (NED)    | Rohan Dennis (AUS) · Silvan Dillier (SUI) · Stefan Küng (SUI) · Daniel Oss (ITA) · Miles Scotson (AUS) · Tejay van Garderen (USA)                 | Owain Doull (GBR) · Chris Froome (GBR) · Vasil Kiryjenka (BLR) · Michał Kwiatkowski (POL) · Gianni Moscon (ITA) · Geraint Thomas (GBR)          |
| 2018 | Quick-Step Floors | Team Sunweb | BMC Racing Team |
| 2018 | Kasper Asgreen (DEN) · Laurens De Plus (BEL) · Bob Jungels (LUX) · Yves Lampaert (BEL) · Maximilian Schachmann (GER) · Niki Terpstra (NED)  | Tom Dumoulin (NED) · Chad Haga (USA) · Wilco Kelderman (NED) · Søren Kragh Andersen (DEN) · Michael Matthews (AUS) · Sam Oomen (NED)              | Patrick Bevin (NZL) · Damiano Caruso (ITA) · Rohan Dennis (AUS) · Stefan Küng (SUI) · Greg Van Avermaet (BEL) · Tejay van Garderen (USA)        |

#### Lagtempo: Damer professionella stall[26]
Från 2012 till 2018 kördes världsmästerskapens tempolopp för professionella lag.
| År   | Guld | Silver | Brons |
| ---- | --- | --- | --- |
| 2012 | Team Specialized–lululemon | Orica-AIS | AA Drink-leontien.nl |
| 2012 | Charlotte Becker (GER) · Ellen van Dijk (NED) · Amber Neben (USA) · Evelyn Stevens (USA) · Ina-Yoko Teutenberg (GER) · Trixi Worrack (GER)  | Judith Arndt (GER) · Shara Gillow (AUS) · Loes Gunnewijk (NED) · Melissa Hoskins (AUS) · Alex Rhodes (AUS) · Linda Villumsen (NZL)                    | Chantal Blaak (NED) · Lucinda Brand (NED) · Jessie Daams (BEL) · Sharon Laws (GBR) · Emma Pooley (GBR) · Kirsten Wild (NED)                         |
| 2013 | Specialized–lululemon | Rabobank-Liv/Giant | Orica-AIS |
| 2013 | Lisa Brennauer (GER) · Katie Colclough (GBR) · Carmen Small (USA) · Evelyn Stevens (USA) · Ellen van Dijk (NED) · Trixi Worrack (GER)       | Lucinda Brand (NED) · Thalita de Jong (NED) · Pauline Ferrand-Prevot (FRA) · Roxane Knetemann (NED) · Annemiek van Vleuten (NED) · Marianne Vos (NED) | Annette Edmondson (AUS) · Shara Gillow (AUS) · Loes Gunnewijk (NED) · Melissa Hoskins (AUS) · Emma Johansson (SWE) · Amanda Spratt (AUS)            |
| 2014 | Specialized–lululemon | Orica-AIS | Astana BePink |
| 2014 | Chantal Blaak (NED) · Lisa Brennauer (GER) · Karol-Ann Canuel (CAN) · Carmen Small (USA) · Evelyn Stevens (USA) · Trixi Worrack (GER)       | Annette Edmondson (AUS) · Melissa Hoskins (AUS) · Emma Johansson (SWE) · Jessie MacLean (AUS) · Valentina Scandolara (ITA) · Amanda Spratt (AUS)      | Alena Amialiusik (BLR) · Simona Frapporti (ITA) · Doris Schweizer (SUI) · Alison Tetrick (USA) · Silvia Valsecchi (ITA) · Susanna Zorzi (ITA) ·     |
| 2015 | Velocio-SRAM | Boels-Dolmans | Rabo-Liv |
| 2015 | Alena Amialiusik (BLR) · Lisa Brennauer (GER) · Karol-Ann Canuel (CAN) · Barbara Guarischi (ITA) · Mieke Kröger (GER) · Trixi Worrack (GER) | Lizzie Armitstead (GBR) · Chantal Blaak (NED) · Christine Majerus (LUX) · Katarzyna Pawłowska (POL) · Evelyn Stevens (USA) · Ellen van Dijk (NED)     | Lucinda Brand (NED) · Thalita de Jong (NED) · Shara Gillow (AUS) · Roxane Knetemann (NED) · Katarzyna Niewiadoma (POL) · Anna van der Breggen (NED) |
| 2016 | Boels–Dolmans | Canyon–SRAM | Cervélo–Bigla Pro Cycling |
| 2016 | Chantal Blaak (NED) · Karol-Ann Canuel (CAN) · Lizzie Deignan (GBR) · Christine Majerus (LUX) · Evelyn Stevens (USA) · Ellen van Dijk (NED) | Alena Amialiusik (BLR) · Hannah Barnes (GBR) · Lisa Brennauer (GER) · Elena Cecchini (ITA) · Mieke Kröger (GER) · Trixi Worrack (GER)                 | Ciara Horne (GBR) · Lisa Klein (GER) · Lotta Lepistö (FIN) · Ashleigh Moolman (RSA) · Joëlle Numainville (CAN) · Stephanie Pohl (GER)               |
| 2017 | Team Sunweb | Boels–Dolmans | Cervélo–Bigla Pro Cycling |
| 2017 | Lucinda Brand (NED) · Leah Kirchmann (CAN) · Floortje Mackaij (NED) · Coryn Rivera (USA) · Sabrina Stultiens (NED) · Ellen van Dijk (NED)   | Chantal Blaak (NED) · Karol-Ann Canuel (CAN) · Megan Guarnier (USA) · Christine Majerus (LUX) · Amy Pieters (NED) · Anna van der Breggen (NED)        | Stephanie Gaumnitz (GER) · Lisa Klein (GER) · Clara Koppenburg (GER) · Lotta Lepistö (FIN) · Cecilie Uttrup Ludwig (DEN) · Ashleigh Moolman (RSA)   |
| 2018 | Canyon–SRAM | Boels–Dolmans | Team Sunweb |
| 2018 | Alena Amialiusik (BLR) · Alice Barnes (GBR) · Hannah Barnes (GBR) · Elena Cecchini (ITA) · Lisa Klein (GER) · Trixi Worrack (GER)           | Chantal Blaak (NED) · Karol-Ann Canuel (CAN) · Amalie Dideriksen (DEN) · Christine Majerus (LUX) · Amy Pieters (NED) · Anna van der Breggen (NED)     | Lucinda Brand (NED) · Leah Kirchmann (CAN) · Liane Lippert (GER) · Pernille Mathiesen (DEN) · Coryn Rivera (USA) · Ellen van Dijk (NED)             |

#### Lagtempostafett: Mixed[27]
Lagtempo för mixade nationslag, tre herrar och tre damer, ersatte lagtempoloppen för professionella lag 2019 (utgick 2020 på grund av COVID19-pandemin, men återinfördes 2021). Loppet består av två varv på en maximalt 25 km lång slinga där herrarna respektive damerna kör som två tremannalag. När två deltagare i herrlaget (som startar först, alla tre samtidigt) gått i mål, startar damlaget och när två deltagare i detta passerat mållinjen, tas lagets sluttid.
| År   | Guld | Silver | Brons |
| ---- | --- | --- | --- |
| 2019 | Nederländerna - Koen Bouwman - Bauke Mollema - Jos van Emden - Lucinda Brand - Riejanne Markus - Amy Pieters | Tyskland - Mieke Kröger - Tony Martin - Nils Politt - Jasha Sütterlin - Lisa Brennauer - Lisa Klein                        | Storbritannien - John Archibald - Daniel Bigham - Harry Tanfield - Lauren Dolan - Anna Henderson - Joscelin Lowden |
| 2020 | Inställt på grund av COVID19-pandemin                                                                        | Inställt på grund av COVID19-pandemin                                                                                      | Inställt på grund av COVID19-pandemin                                                                              |
| 2021 | Tyskland - Nikias Arndt - Tony Martin - Max Walscheid - Mieke Kröger - Lisa Brennauer - Lisa Klein           | Nederländerna - Koen Bouwman - Bauke Mollema - Jos van Emden - Annemiek van Vleuten - Ellen van Dijk - Riejanne Markus     | Italien - Edoardo Affini - Filippo Ganna - Matteo Sobrero - Marta Cavalli - Elena Cecchini - Elisa Longo Borghini  |
| 2022 | Schweiz - Mauro Schmid - Stefan Küng - Stefan Bissegger - Elise Chabbey - Marlen Reusser - Nicole Koller     | Italien - Edoardo Affini - Matteo Sobrero - Filippo Ganna - Elisa Longo Borghini - Elena Cecchini - Vittoria Guazzini      | Australien - Michael Matthews - Luke Plapp - Luke Durbridge - Georgia Baker - Alexandra Manly - Sarah Roy          |
| 2023 | Schweiz - Mauro Schmid - Stefan Küng - Stefan Bissegger - Elise Chabbey - Marlen Reusser - Nicole Koller     | Frankrike - Rémi Cavagna - Bruno Armirail - Bryan Coquard - Juliette Labous - Cédrine Kerbaol - Audrey Cordon-Ragot        | Tyskland - Jannik Steimle - Max Walscheid - Miguel Heidemann - Ricarda Bauernfeind - Franziska Koch - Lisa Klein   |
| 2024 | Australien - Michael Matthews - Ben O’Connor - Jay Vine - Grace Brown - Brodie Chapman - Ruby Roseman-Gannon | Tyskland - Marco Brenner - Miguel Heidemann - Maximilian Schachmann - Franziska Koch - Liane Lippert - Antonia Niedermaier | Italien - Edoardo Affini - Mattia Cattaneo - Filippo Ganna - Elisa Longo Borghini - Soraya Paladin - Gaia Realini  |